# Explorarea spațiului

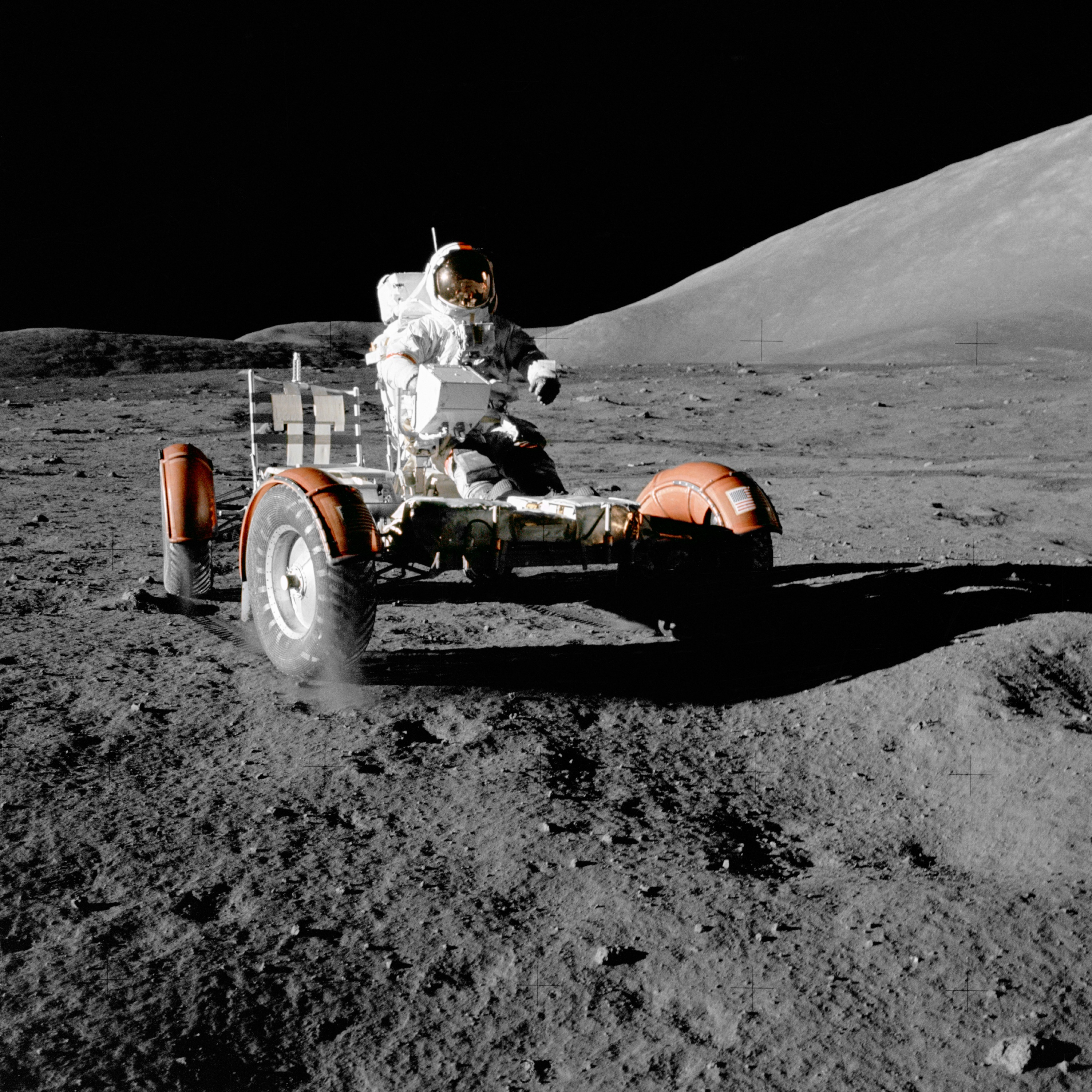
Oamenii explorează suprafața lunară

Explorarea spațială este utilizarea astronomiei și a tehnologiei spațiale pentru a explora spațiul exterior. În timp ce studiul spațiului este realizat în principal de astronomi cu telescoape, explorarea sa fizică este realizată atât de sonde spațiale robotizate fără pilot, cât și de zboruri spațiale umane.
În timp ce observarea obiectelor din spațiu, cunoscută sub denumirea de astronomie, este dinainte de istoria documentată, dezvoltarea rachetelor mari și relativ eficiente de la mijlocul secolului XX a permis ca explorarea spațiului fizic să devină o realitate. Motivele obișnuite pentru explorarea spațiului includ promovarea cercetării științifice, prestigiul național, unirea diferitelor națiuni, asigurarea supraviețuirii viitoare a umanității și dezvoltarea avantajelor militare și strategice împotriva altor țări.
Explorarea spațială a fost adesea folosită ca o competiție pentru rivalitățile geopolitice precum Războiul Rece. Epoca timpurie a explorării spațiale a fost condusă de o „cursă spațială” între Uniunea Sovietică și Statele Unite. Lansarea primului obiect creat de oameni pe orbita Pământului, Sputnik 1 al Uniunii Sovietice, la 4 octombrie 1957, și prima debarcare pe Lună de către misiunea americană Apollo 11 la 20 iulie 1969 sunt adesea luate ca repere pentru această perioadă inițială. Programul spațial sovietic a realizat multe dintre primele etape, inclusiv prima ființă vie pe orbită în 1957, primul zbor spațial uman (Iuri Gagarin la bordul lui Vostok 1) în 1961, prima activitate extravehiculară (Alexei Leonov) la 18 martie 1965, prima aterizare automată pe un alt corp ceresc în 1966 și lansarea primei stații spațiale (Salyut 1) în 1971. După primii 20 de ani de explorare, accentul a trecut de la zboruri unice la hardware regenerabil, cum ar fi Programul Space Shuttle, și de la concurență la cooperare cum se întâmplă la Stația Spațială Internațională (ISS),

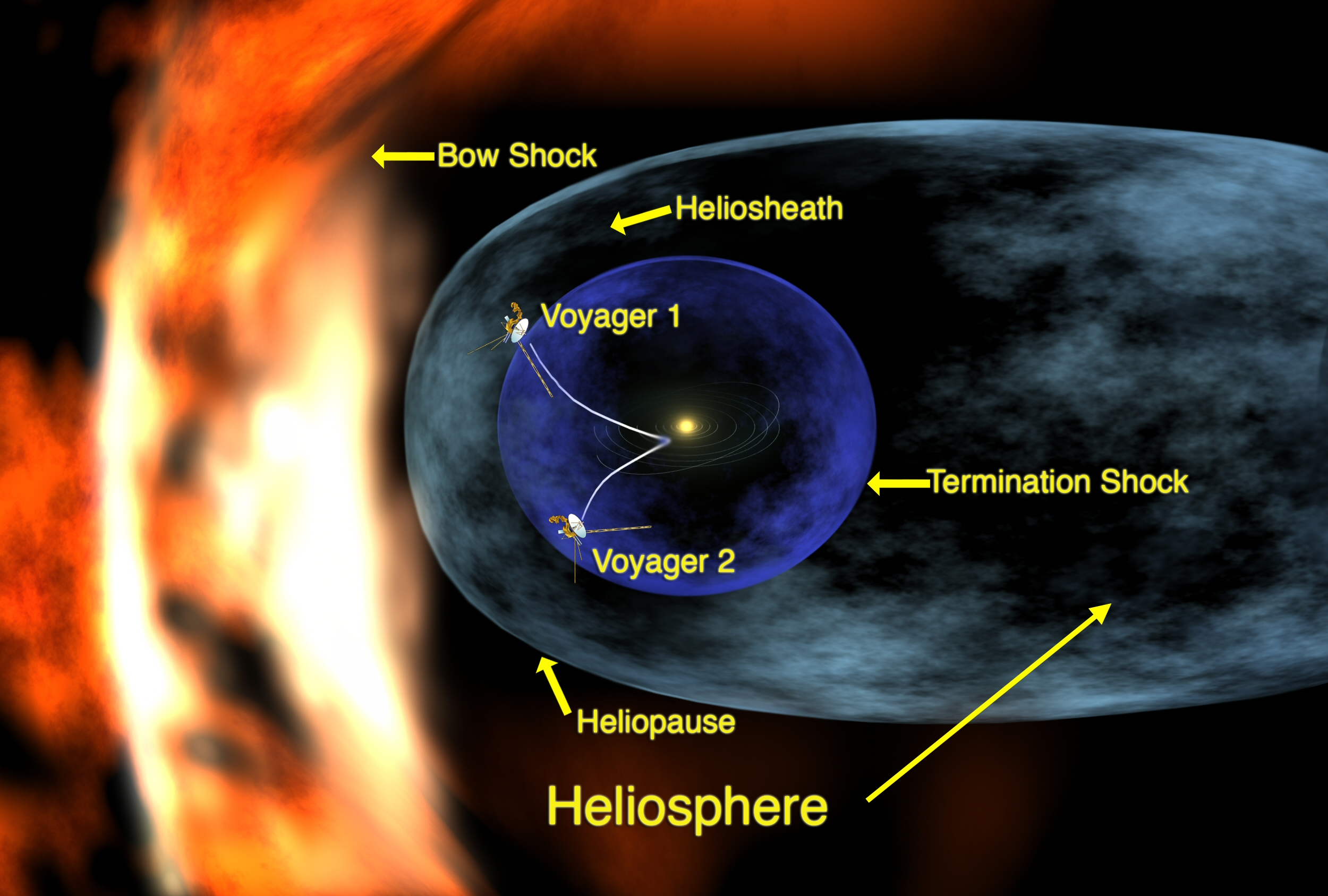
Sonda Voyager 1 traversând heliopauza în 2012

Odată cu finalizarea substanțială a ISS  după STS-133 din martie 2011, planurile de explorare spațială de către SUA au avut un ritm mai lent. Programul Constellation din timpul administrației Bush pentru revenirea pe Lună până în 2020 a fost apreciat ca fiind finanțat necorespunzător și nerealist de către un grup de expertiză care a realizat un raport în 2009. Administrația Obama a propus o revizuire a programului în 2010 pentru a se concentra asupra dezvoltării capacității pentru misiuni cu echipaj dincolo de orbita joasă a Pământului, având în vedere extinderea funcționării ISS după 2020, transferul dezvoltării vehiculelor de lansare pentru echipaje umane de la NASA către sectorul privat și dezvoltarea tehnologiei care să permită misiuni dincolo de orbita joasă a Pământului, cum ar fi Pământ - Luna L1, Luna, Pământ - Soarele L2, asteroizii din apropierea Pământului și Phobos sau orbita lui Marte.
În anii 2000, Republica Populară Chineză a inițiat un program spațial cu echipaj uman de succes, în timp ce Uniunea Europeană, Japonia și India au planificat, de asemenea, viitoare misiuni spațiale cu echipaj. China, Rusia, Japonia și India au susținut misiuni cu echipaj pe Lună pe parcursul secolului XXI, în timp ce Uniunea Europeană a susținut misiuni cu echipaj atât pe Lună, cât și pe Marte în timpul secolelor XX și XXI.
Începând cu anii 1990, interesele private au început să promoveze turismul spațial și apoi explorarea spațială publică a Lunii.

## Istoria explorării

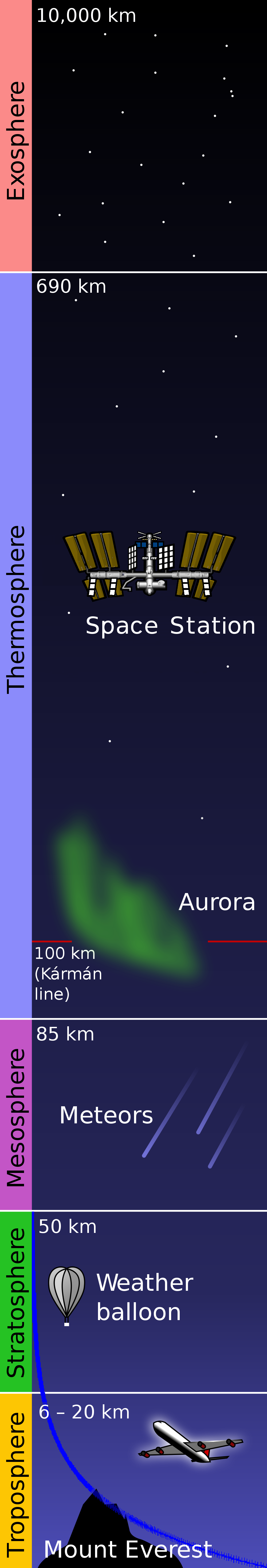
Cea mai mare parte a zborurilor orbitale au loc de fapt în straturile superioare ale atmosferei, în special în termosferă

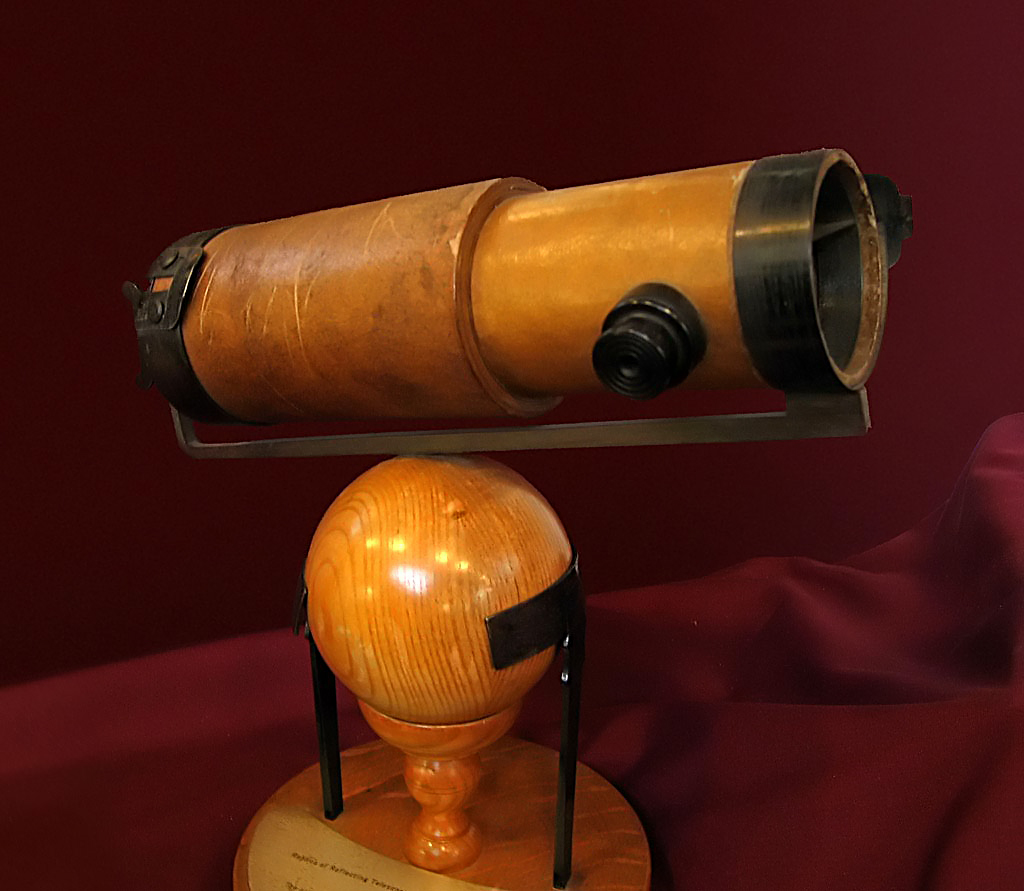
O replică a telescopului lui Isaac Newton

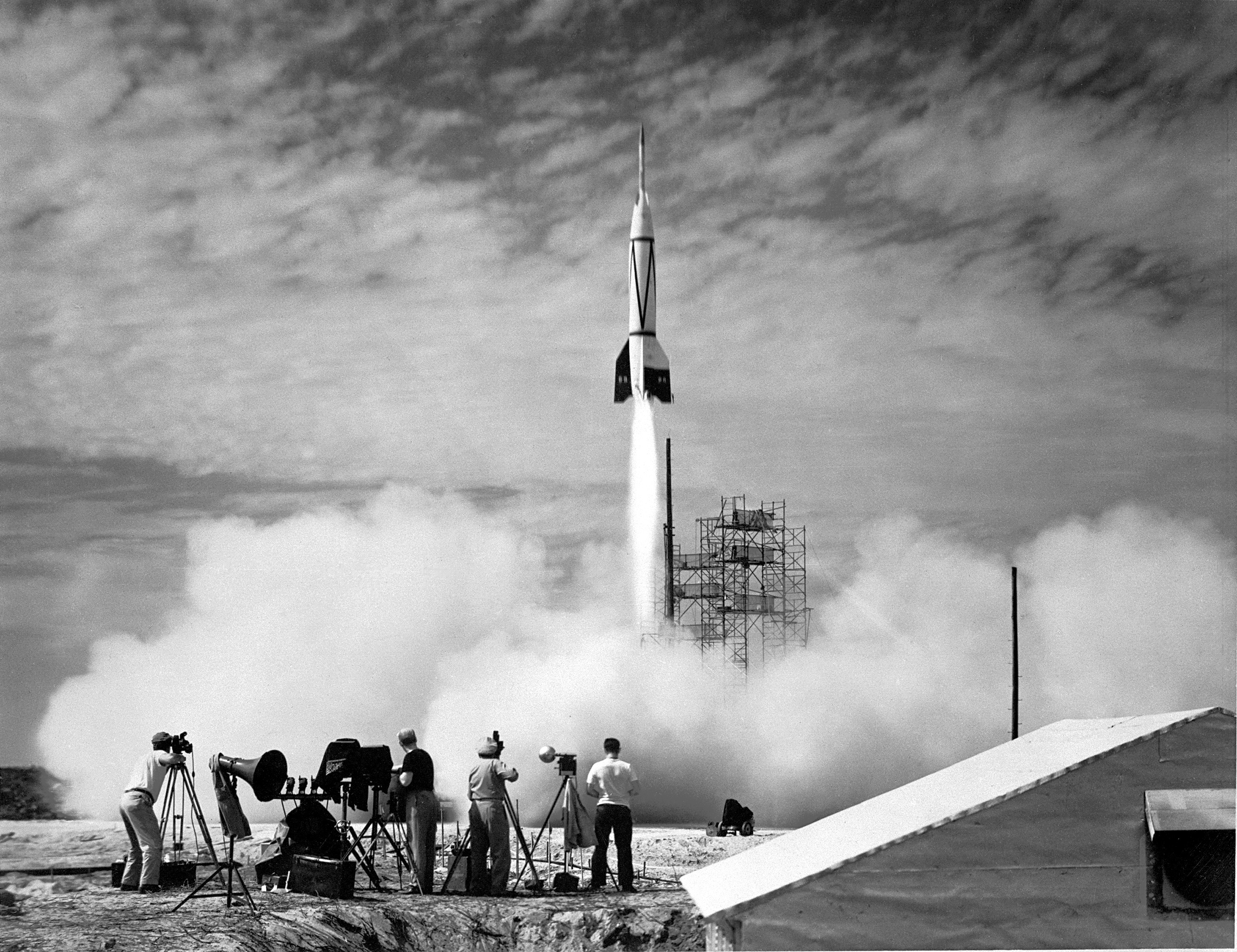
În iulie 1950, prima rachetă Bumper este lansată de la Cape Canaveral, Florida. Racheta putea atinge altitudini record de aproape 400 km.

### Telescop
Se spune că primul telescop a fost inventat în 1608 în Olanda de către un producător de ochelari pe nume Hans Lippershey. Orbiting Astronomical Observatory 2 a fost primul telescop spațial lansat la 7 decembrie 1968. În februarie 2019 erau descoperite 3.891 exoplanete confirmate. Se estimează că în galaxia noastră, Calea Lactee, se găsesc 100-400 miliarde de stele și peste 100 de miliarde de planete. Există cel puțin 2 trilioane de galaxii în universul observabil. GN-z11 este cel mai îndepărtat obiect cunoscut de Pământ, situat la o distanță de 32 de miliarde de ani-lumină.

### Primele zboruri spațiale externe

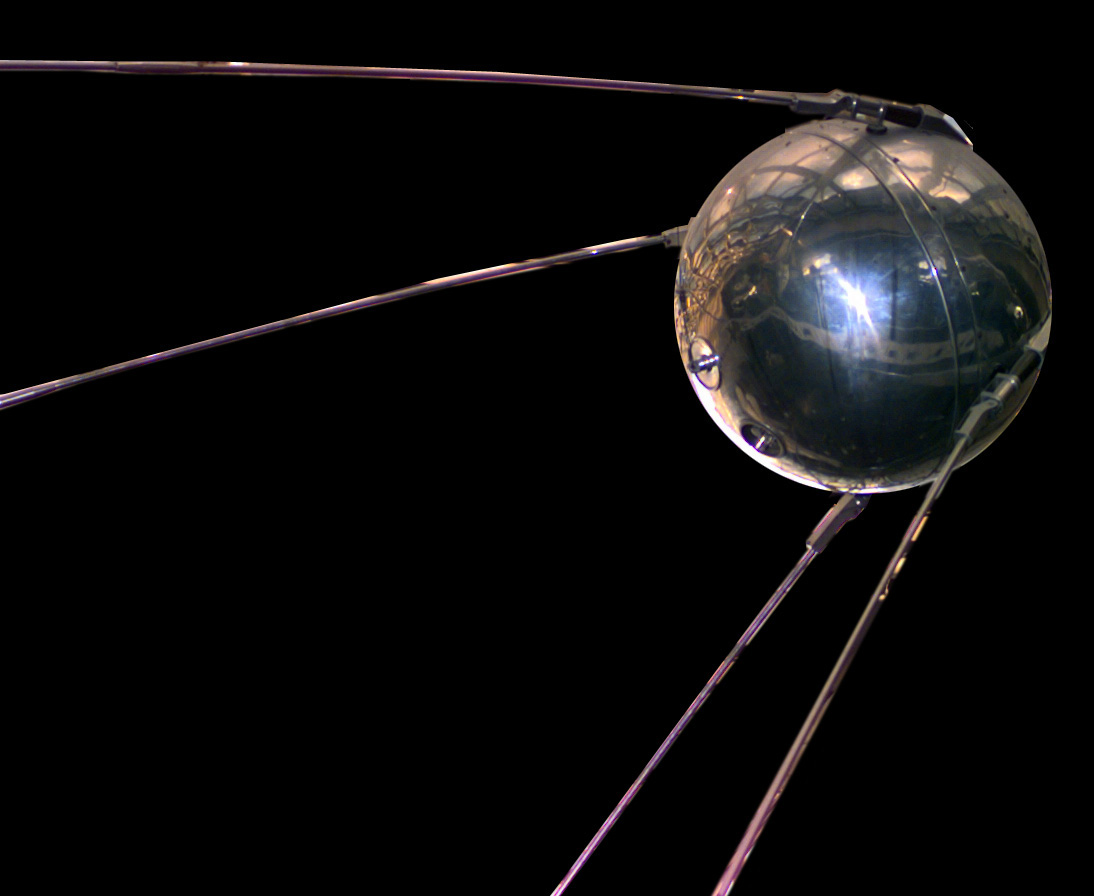
Sputnik 1, primul satelit artificial care a orbitat Pământul la 939-215 km în 1957, și a fost urmat în curând de Sputnik 2.

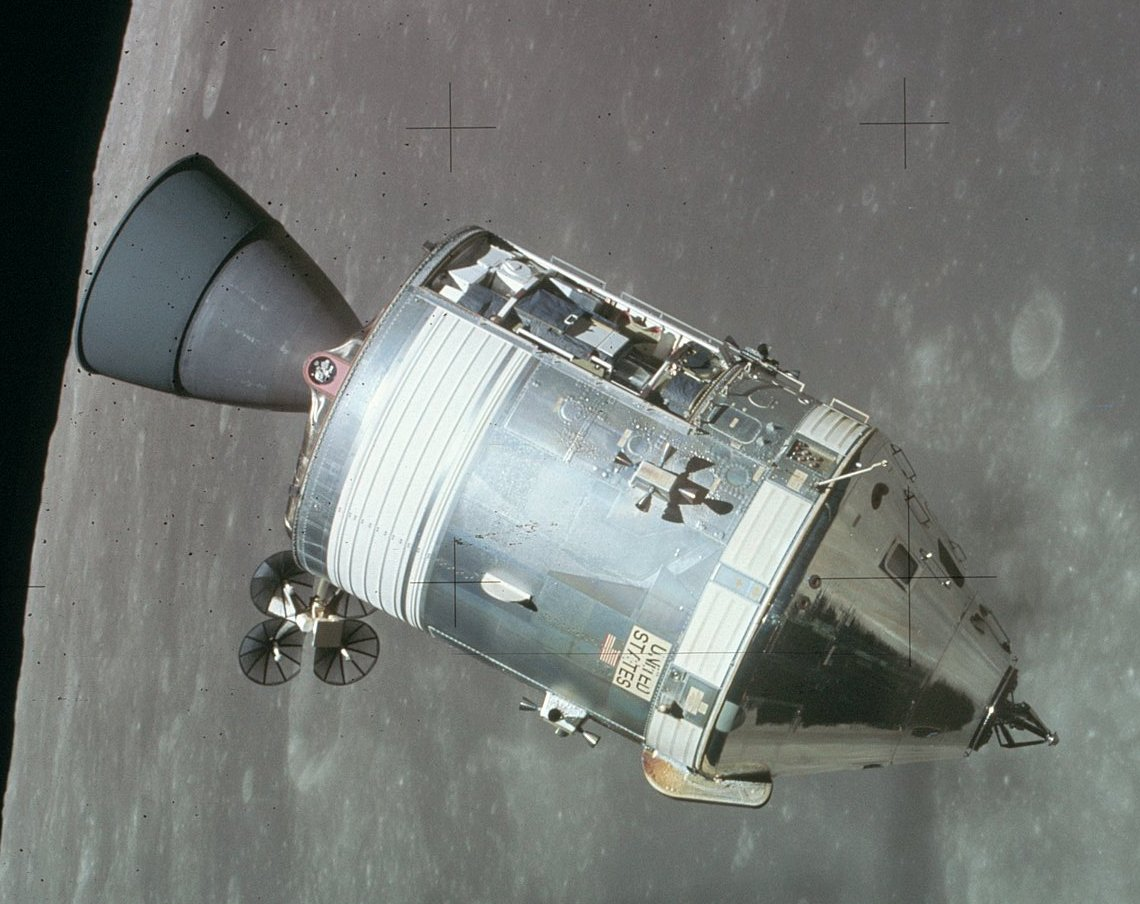
Apollo CSM in lunar orbit

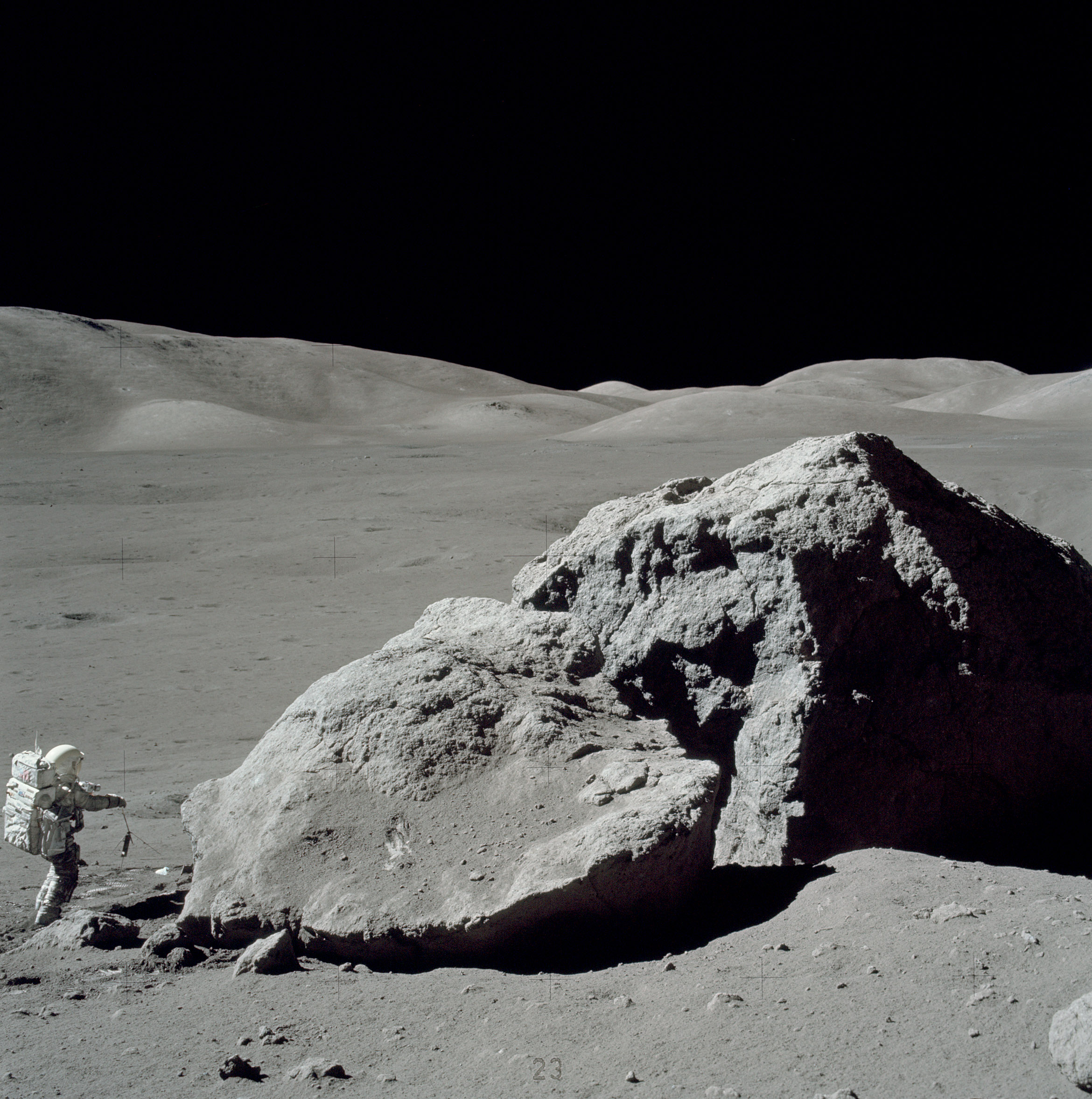
Astronautul Harrison Schmitt din misiunea Apollo 17 care stă lângă un bolovan din Taurus-Littrow.

În 1949, Bumper-WAC a atins o altitudine de 393 de kilometri, devenind primul obiect creat de oameni care a intrat în spațiu, conform NASA, deși Racheta V-2 MW 18014 a traversat linia Kármán mai devreme, în 1944.
Prima lansare orbitală de succes a fost misiunea sovietică fără echipaj Sputnik 1 („Satelite 1”) la 4 octombrie 1957. Satelitul cântărea aproximativ 83 kg și se crede că a orbitat Pământul la o înălțime de aproximativ 250 km. Avea două emițătoare radio (20 și 40 MHz), care emiteau „bipuri” care puteau fi auzite de radio-urile de pe glob. Analiza semnalelor radio a fost utilizată pentru a aduna informații despre densitatea electronilor ionosferei, în timp ce datele de temperatură și presiune au fost codate în timpul semnalelor radio. Rezultatele au indicat că satelitul nu a fost perforat de meteoroid. Sputnik 1 a fost lansat de o rachetă R-7. A ars la reintrare, la 3 ianuarie 1958.

### Primul zbor spațial uman
Primul avion spațial uman de succes a fost Vostok 1 („Est 1”), care l-a purtat pe cosmonautul rus Iuri Gagarin, în vârstă de 27 de ani, la 12 aprilie 1961. Nava spațială a finalizat o orbită în jurul globului, zborul durand aproximativ 1 oră și 48 de minute. Zborul lui Gagarin a rezonat în întreaga lume; a fost o demonstrație a programului spațial sovietic avansat și a deschis o eră cu totul nouă în explorarea spațială: zborul spațial uman.

### Primele explorări spațiale ale corpurilor astronomice
Primul obiect artificial care a ajuns pe un alt corp ceresc a fost „Luna 2” care a ajuns pe Lună în 1959. Prima aterizare ușoară pe un alt corp ceresc a fost realizată de Luna 9 care a aterizat pe Lună la 3 februarie 1966. Luna 10 a devenit primul satelit artificial al Lunii, intrând pe orbita Lunii la 3 aprilie 1966.
Prima aterizare cu echipaj pe un alt corp ceresc a fost efectuată de Apollo 11 la 20 iulie 1969, aterizând pe Lună. Au existat în total șase nave spațiale cu echipaj care au aterizat pe Lună începând din 1969 până la ultima aterizare umană din 1972.
Primul survol interplanetar a fost în 1961, Venera 1, care a survolat planeta Venus, deși Mariner 2 din 1962 a fost primul survol al lui Venus care a returnat date (cea mai mare apropiere a fost de 34.773 de kilometri). Pioneer 6 a fost primul satelit care a orbitat Soarele, lansat la 16 decembrie 1965. Celelalte planete au fost survolate pentru prima dată în 1965 pentru Marte de Mariner 4, în 1973 pentru Jupiter de Pioneer 10, în 1974 pentru Mercur de Mariner 10, în 1979 pentru Saturn de Pioneer 11, în 1986 pentru Uranus de Voyager 2, în 1989 pentru Neptun de Voyager 2. În 2015, planetele pitice Ceres și Pluto au fost orbitate de Dawn și de New Horizons.
Prima misiune interplanetară de suprafață care să returneze date limitate cel puțin la suprafață de pe o altă planetă a fost aterizarea sondei Venera 7 din 1970, care a returnat datele pe Pământ pentru 23 de minute de pe Venus. În 1975, Venera 9 a fost prima care a returnat imagini de pe suprafața altei planete, trimițând imagini de pe Venus. În 1971 misiunea Mars 3 a realizat prima aterizare ușoară pe Marte returnând date timp de aproape 20 de secunde.Ulterior au fost realizate misiuni de suprafață cu durată mult mai lungă, inclusiv peste șase ani de operare pe suprafața lui Marte de către Viking 1 din 1975 până în 1982 și peste două ore de transmisie de pe suprafața lui Venus de către Venera 13 în 1982, cea mai lungă misiune planetară sovietică. Venus și Marte sunt cele două planete din afara Pământului pentru care oamenii au efectuat misiuni de suprafață cu nave spațiale robotizate fără pilot.

### Prima stație spațială
La 19 aprilie 1971, Uniunea Sovietică a lansat Salyut 1, prima stație spațială lansată pe orbita joasă a Pământului. În prezent, Stația Spațială Internațională este în prezent singura stație spațială complet funcțională, cu o locuire continuă din anul 2000.

### Primul zbor spațial interstelar
Voyager 1 a devenit primul obiect fabricat de om care a părăsit Sistemul nostru solar intrând în spațiul interstelar la 25 august 2012. Sonda a trecut de heliopauză la 121 AU pentru a intra în spațiul interstelar.

### Cel mai îndepărtat de Pământ
Zborul Apollo 13 din 1970 a trecut pe partea nevăzută a Lunii la o altitudine de 254 kilometri deasupra suprafeței lunare și la 400.171 km de Pământ, marcând recordul pentru oamenii care au zburat cel mai departe de Pământ.
În martie 2022, Voyager 1 se afla la o distanță de 155,7 AU (23,3 miliarde km) de Pământ. Este obiectul creat de om cel mai îndepărtat de Terra.
GN-z11 este obiectul cunoscut cel mai îndepărtat de Pământ, fiind situat la o distanță de 13,4 miliarde de ani-lumină.

## Obiectivele explorării

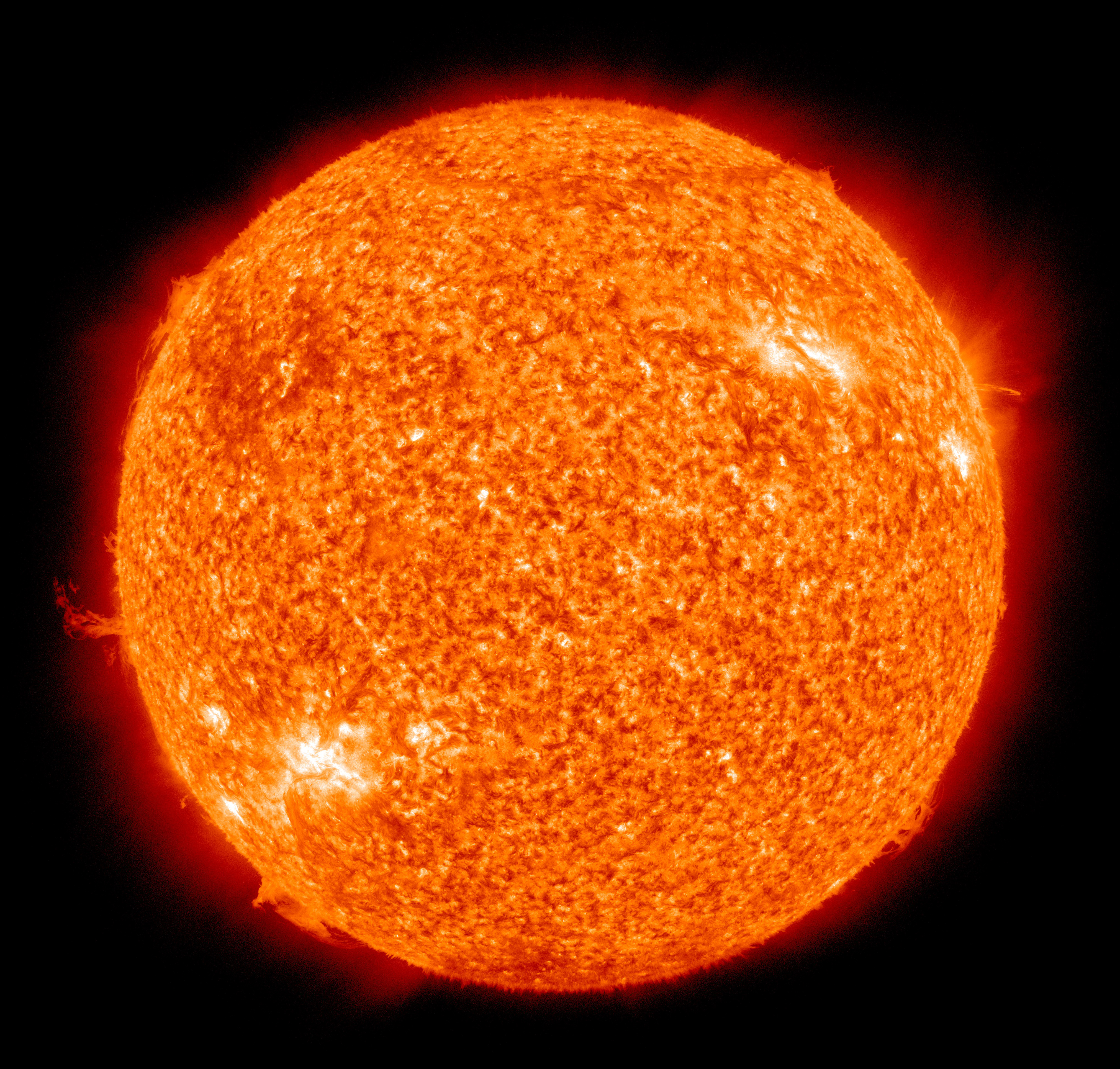
Soarele, imagine în culori false realizată în 2010, văzută în lumina ultravioletă

Începând de la jumătatea secolului XX sondele și apoi misiunile umane au fost trimise pe orbita Pământului, apoi pe Lună. De asemenea, sondele au fost trimise în întregul sistem solar cunoscut și pe orbita solară. Nave spațiale fără echipaj au fost trimise pe orbită în jurul planetelor Saturn, Jupiter, Marte, Venus și Mercur până în secolul XXI, și cele mai îndepărtate nave spațiale active, Voyager 1 și 2 au călătorit de peste 100 de ori distanța Pământ-Soare.

### Soarele
Soarele este un obiectiv principal al explorării spațiale. Soarele generează cele mai multe condiții meteorologice spațiale care pot afecta generarea de energie și sistemele de transmisie pe Pământ și pot interfera, sau chiar deteriora sateliții  și sondele spațiale. Au fost lansate numeroase nave spațiale dedicate observării Soarelui, începând cu „Apollo Telescope Mount”, iar altele au avut ca obiectiv secundar observarea solară. Parker Solar Probe, lansat în 2018, se va apropia de Soare până la 1/8 de orbita lui Mercur iar Solar Orbiter, lansat la 10 februarie 2020, va studia caracteristicile atmosferei magnetizate a Soarelui, regiunile polare și coroana ecuatorială a Soarelui.

### Mercur

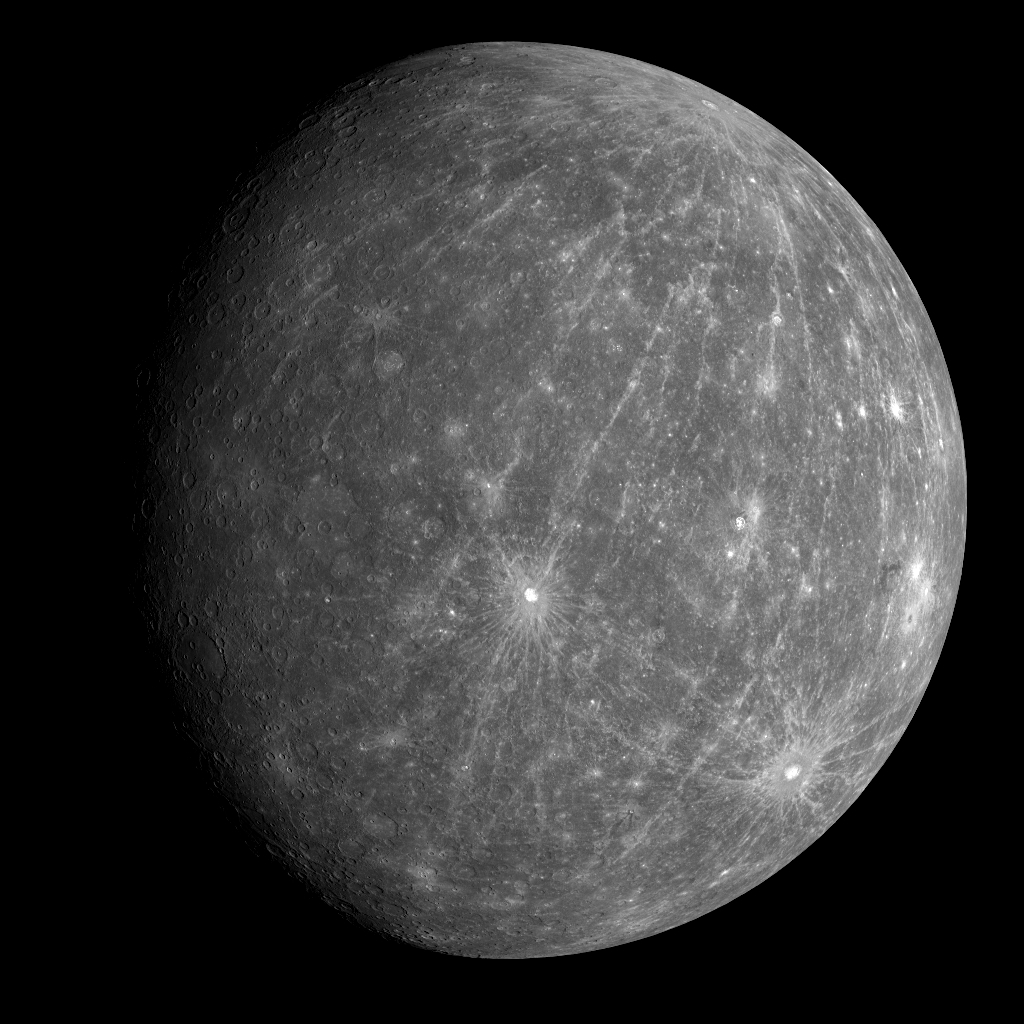
Imagine a lui Mercur făcută de MESSENGER (2013)

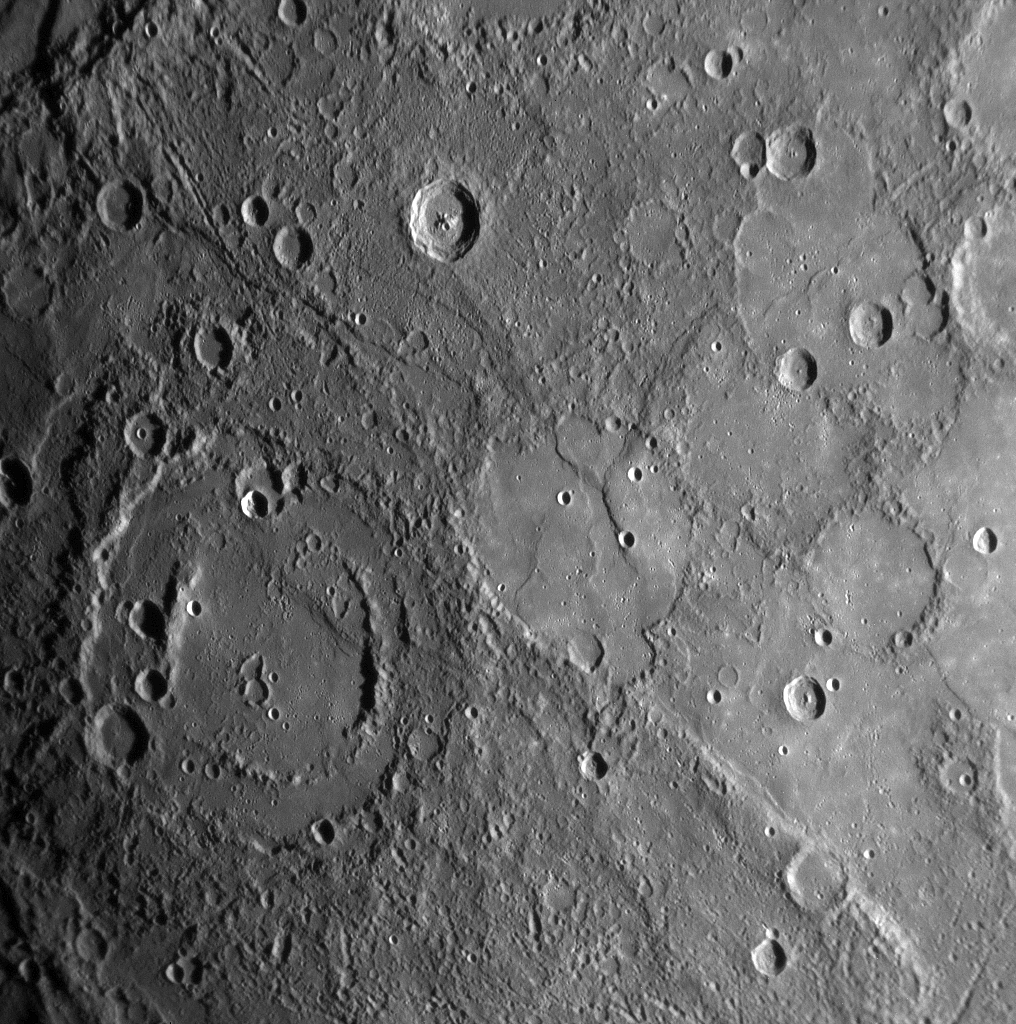
O imagine MESSENGER de la 18.000 km arătând o regiune de 500 km în diametru (2008)

Mercur rămâne cea mai puțin explorată dintre planetele terestre. Misiunile Mariner 10 și MESSENGER au fost singurele misiuni care au făcut observații apropiate despre Mercur. MESSENGER a intrat pe orbită în jurul lui Mercur în martie 2011, pentru a investiga în continuare observațiile făcute de Mariner 10 în 1975.
O a treia misiune către Mercur, programată să sosească în 2025, BepiColombo include două sonde spațiale care vor fi lansate. BepiColombo este o misiune comună între Japonia și Agenția Spațială Europeană. MESSENGER și BepiColombo sunt destinate să adune date complementare pentru a ajuta oamenii de știință să înțeleagă multe dintre misterele descoperite de survolurile făcute de Mariner 10.
Zborurile către alte planete din Sistemul Solar se realizează la un cost de energie, care este descris de schimbarea netă a vitezei navei spațiale sau delta-v. Datorită unui delta-v relativ ridicat pentru a ajunge la Mercur, și a apropierii sale de Soare, este dificil de explorat iar orbitele din jurul său sunt destul de instabile.

### Venus

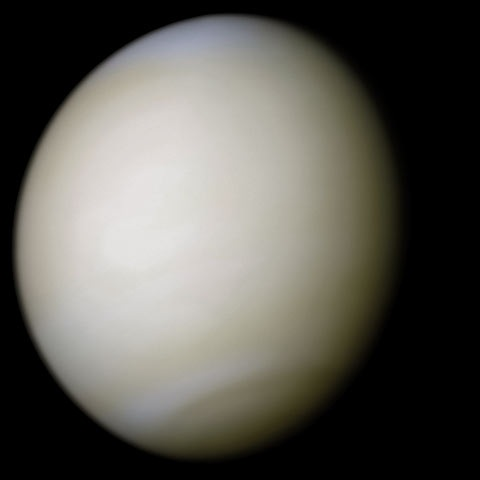
Venus văzută de Mariner 10 (1974)

Venus a fost prima țintă a misiunilor interplanetare de tip survol și lander și, în ciuda unuia dintre cele mai ostile medii de suprafață din Sistemul Solar, au fost trimiși mai mulți landeri (aproape toți din Uniunea Sovietică) decât spre oricare altă planetă din Sistemul Solar. Primul survol a fost Venera 1 din 1961, deși Mariner 2 din 1962 a fost primul survol care a returnat cu succes date. Mariner 2 a fost urmat de alte câteva survoluri realizate de mai multe agenții spațiale, adesea ca parte a misiunilor care folosesc un survol Venus pentru a oferi asistență gravitațională către alte corpuri cerești. În 1967, Venera 4 a devenit prima sondă care a intrat și a examinat direct atmosfera lui Venus. În 1970, Venera 7 a devenit primul lander de succes care a ajuns pe suprafața lui Venus și până în 1985 a fost urmat de alte opt landere sovietice, care au furnizat imagini și alte date direct de la suprafață. Începând cu 1975 cu orbitatorul sovietic Venera 9, zece misiuni de succes au fost trimise spre Venus, inclusiv misiuni ulterioare care au putut să carografieze suprafața lui Venus folosind radar pentru a străpunge atmosfera obscură.

### Pământ

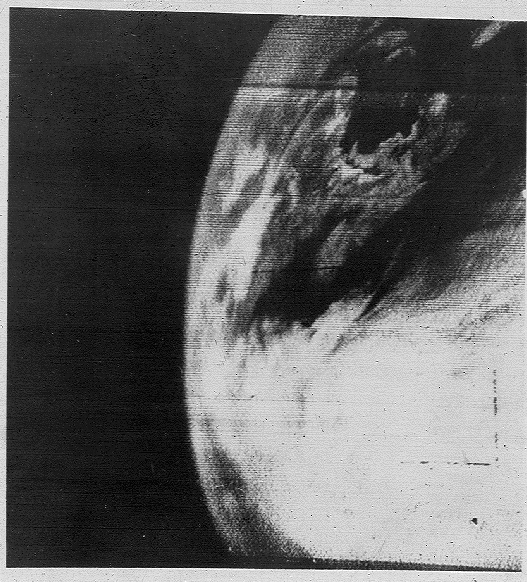
Prima imagine televizată a Pământului din spațiu, făcută de TIROS-1. (1960)

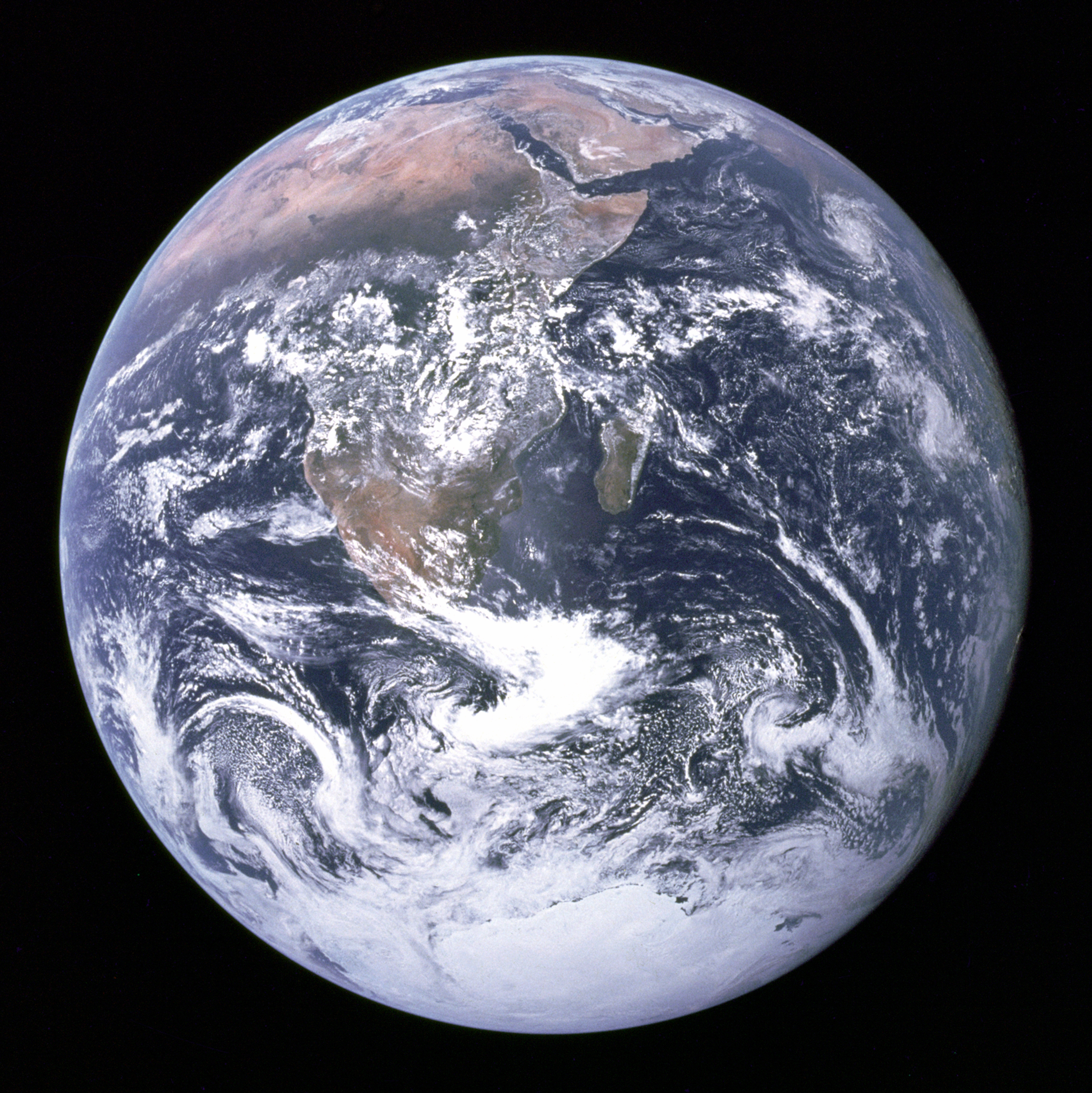
The Blue Marble, imagine făcută în timpul Apollo 17 (1972)

Explorarea spațială a fost folosită ca un instrument pentru a înțelege Pământul ca obiect ceresc în sine. Misiunile orbitale pot furniza date pentru Pământ care pot fi dificil sau imposibil de obținut dintr-un punct de referință de la sol.
De exemplu, existența centurilor de radiații Van Allen nu a fost cunoscută până la descoperirea lor de către primul satelit artificial al Statelor Unite, Explorer 1. Aceste centuri conțin radiații prinse de câmpurile magnetice ale Pământului, ceea ce face în prezent impracticabilă construcția stațiilor spațiale locuibile la peste 1000 km. În urma acestei descoperiri neașteptate, un număr mare de sateliți de observare a Pământului au fost lansați special pentru a explora Pământul dintr-o perspectivă bazată pe spațiu. Acești sateliți au contribuit semnificativ la înțelegerea unei varietăți de fenomene de pe Pământ. De exemplu, gaura din stratul de ozon a fost găsit de un satelit artificial care explora atmosfera Pământului, iar sateliții au permis descoperirea siturilor arheologice sau a formațiunilor geologice dificil sau imposibil de identificat altfel.

### Luna

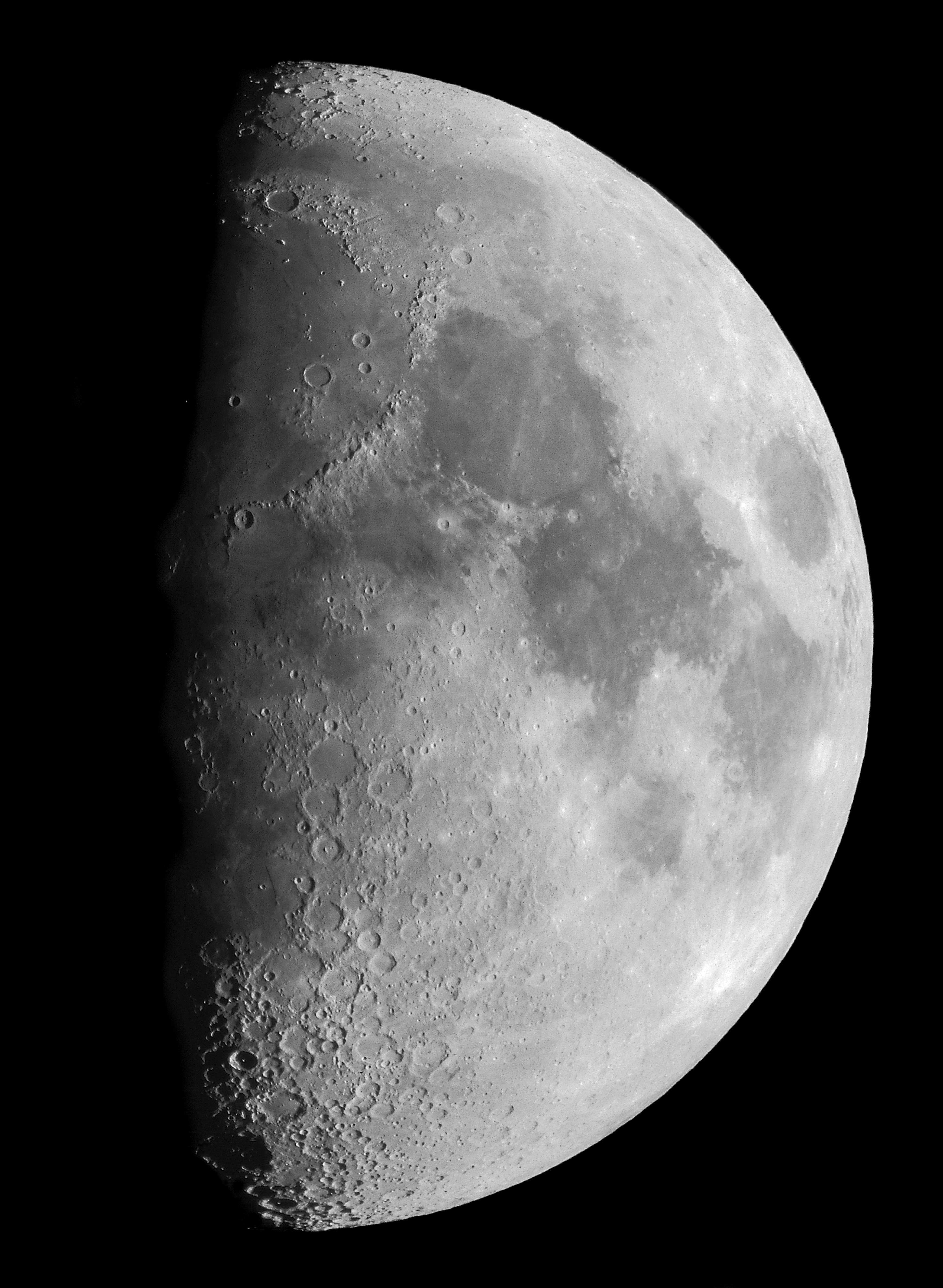
Luna în creștere, inversată de telescop

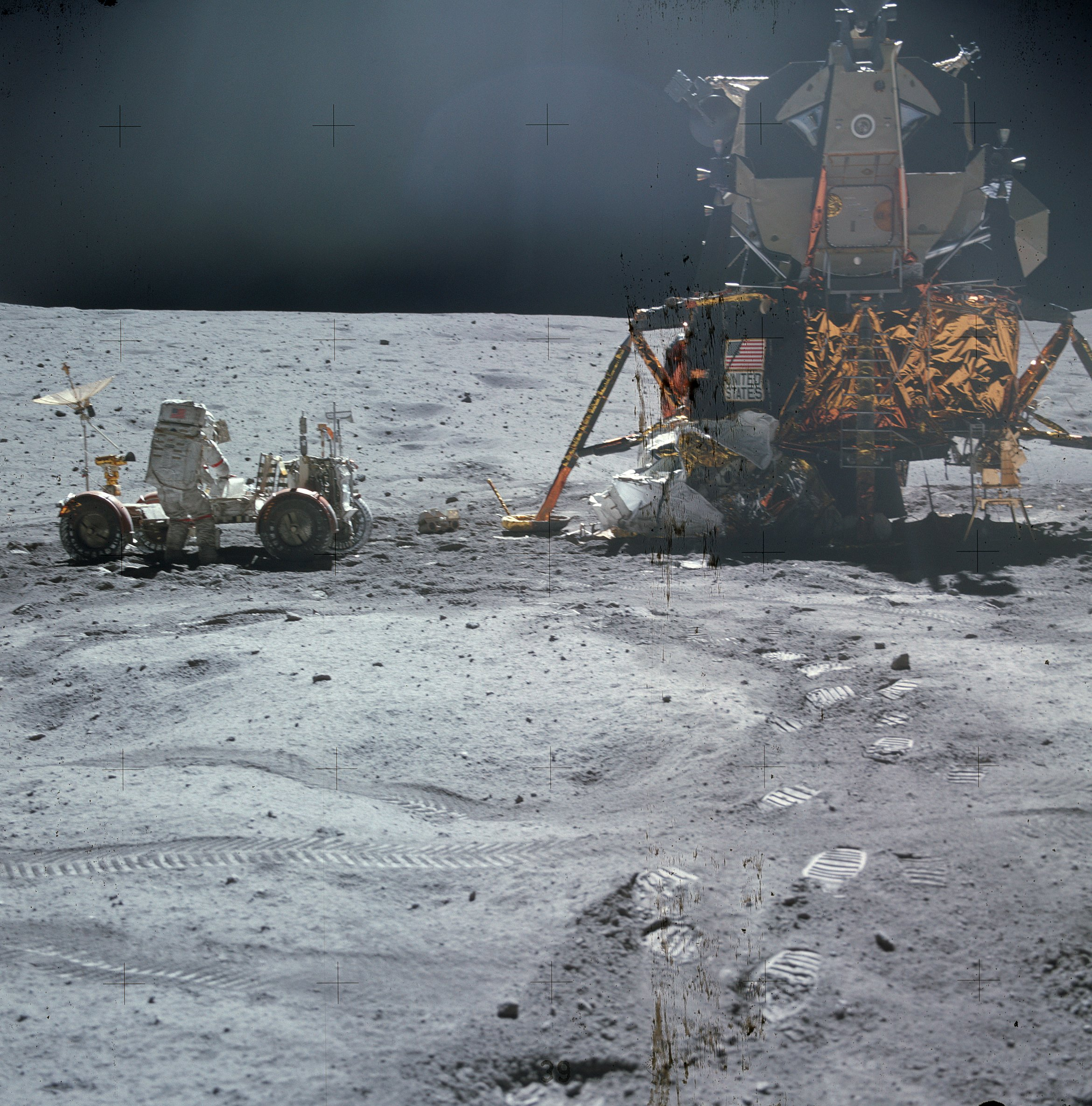
Lunar Roving Vehicle și astronautul John Young, Apollo 16, 1972

Luna a fost primul corp ceresc ca obiect de explorare a spațiului. Deține distincțiile de a fi primul obiect ceresc îndepărtat care a fost survolat, orbitat și pe care au debarcat nave spațiale și singurul obiect celest îndepărtat vizitat de om.

În 1959, sovieticii au obținut primele imagini ale fața ascunsă a Lunii, care nu au fost niciodată vizibile anterior oamenilor. Explorarea de către americani a Lunii a început cu Ranger 4 în 1962. Începând din 1966, sovieticii au desfășurat cu succes o serie de aterizări pe Lună, care au fost în măsură să obțină date direct de la suprafața Lunii; patru luni mai târziu,

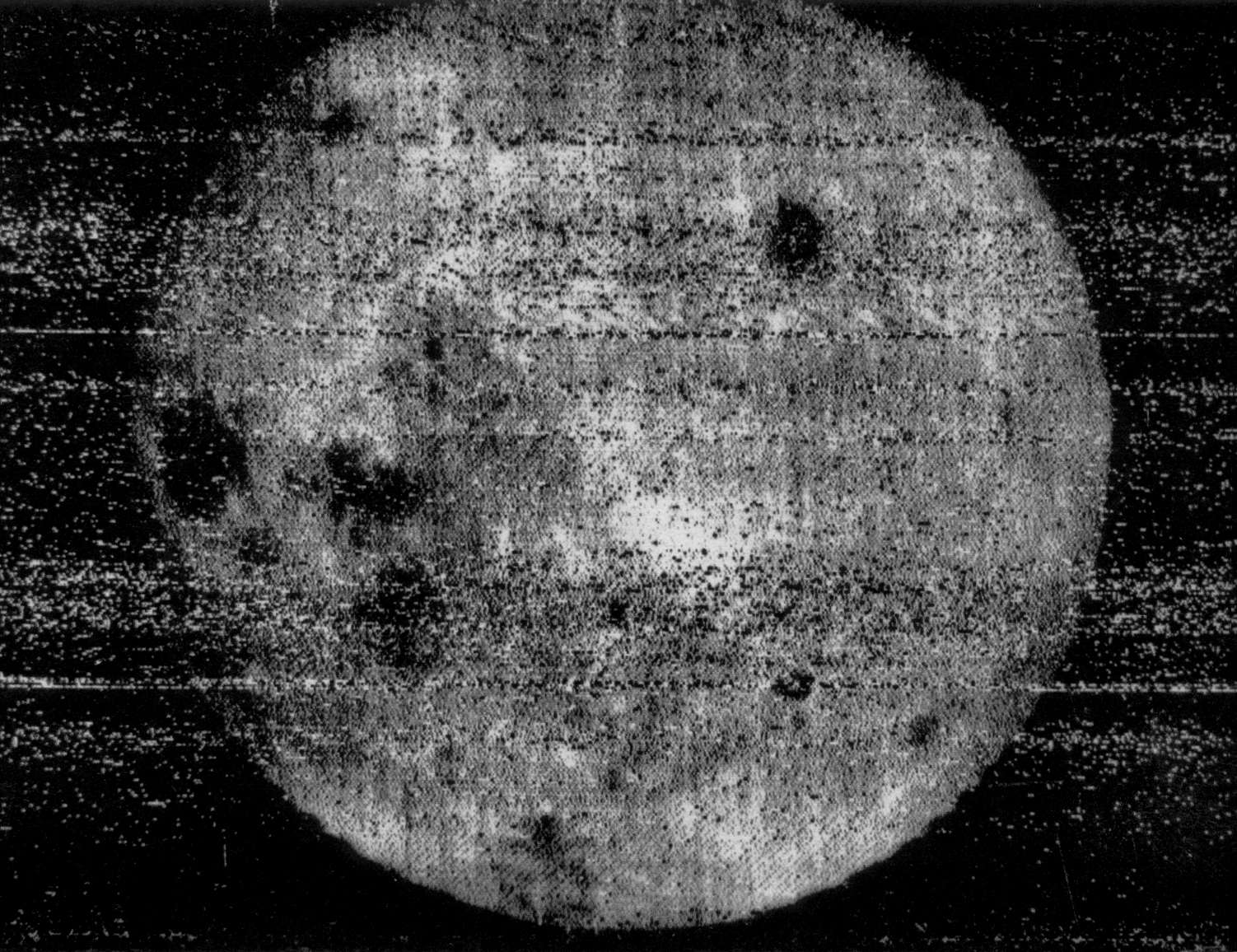
Prima imagine a feței ascunse a Lunii, trimisă spre Pământ de misiunea Luna 3

Surveyor 1 a marcat debutul unei serii de succes a navelor americane. Misiunile sovietice fără echipaj uman au culminat cu programul Lunokhod la începutul anilor ’70, care a inclus primii roveri și, de asemenea, a adus cu succes mostre de sol lunar pe Pământ pentru studiu. Aceasta a marcat prima (și până în prezent singura) revenire automată a probelor de sol extraterestre pe Pământ. Explorarea Lunii fără echipaj uman continuă de către diferite națiuni care desfășoară periodic orbitatori lunari.
Explorarea cu echipaj uman a Lunii a început în 1968 cu misiunea Apollo 8 care a orbitat cu succes Luna, prima dată când un obiect extraterestru a fost orbitat de oameni. În 1969, misiunea Apollo 11 a reprezentat prima dată când oamenii au pășit pe o altă lume. Explorarea Lunii cu echipaj uman nu a continuat însă mult timp. Misiunea Apollo 17 din 1972 a marcat cea de-a șasea aterizare și ultima vizită umană acolo. Artemis 2 va zbura pe Lună în 2022. Misiunile robotice sunt încă puternic continuate.

### Marte

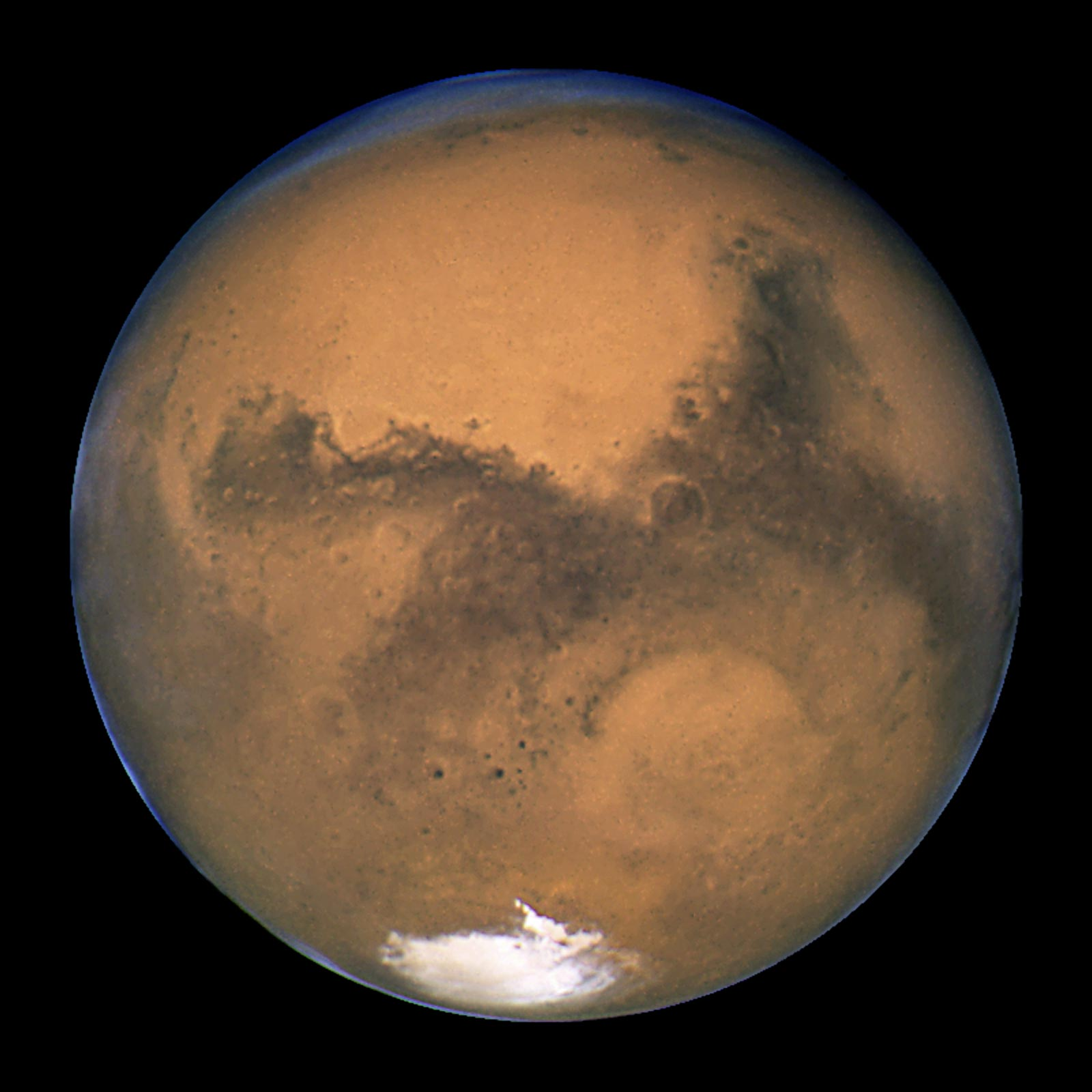
Marte, văzută de Hubble Space Telescope (2003)

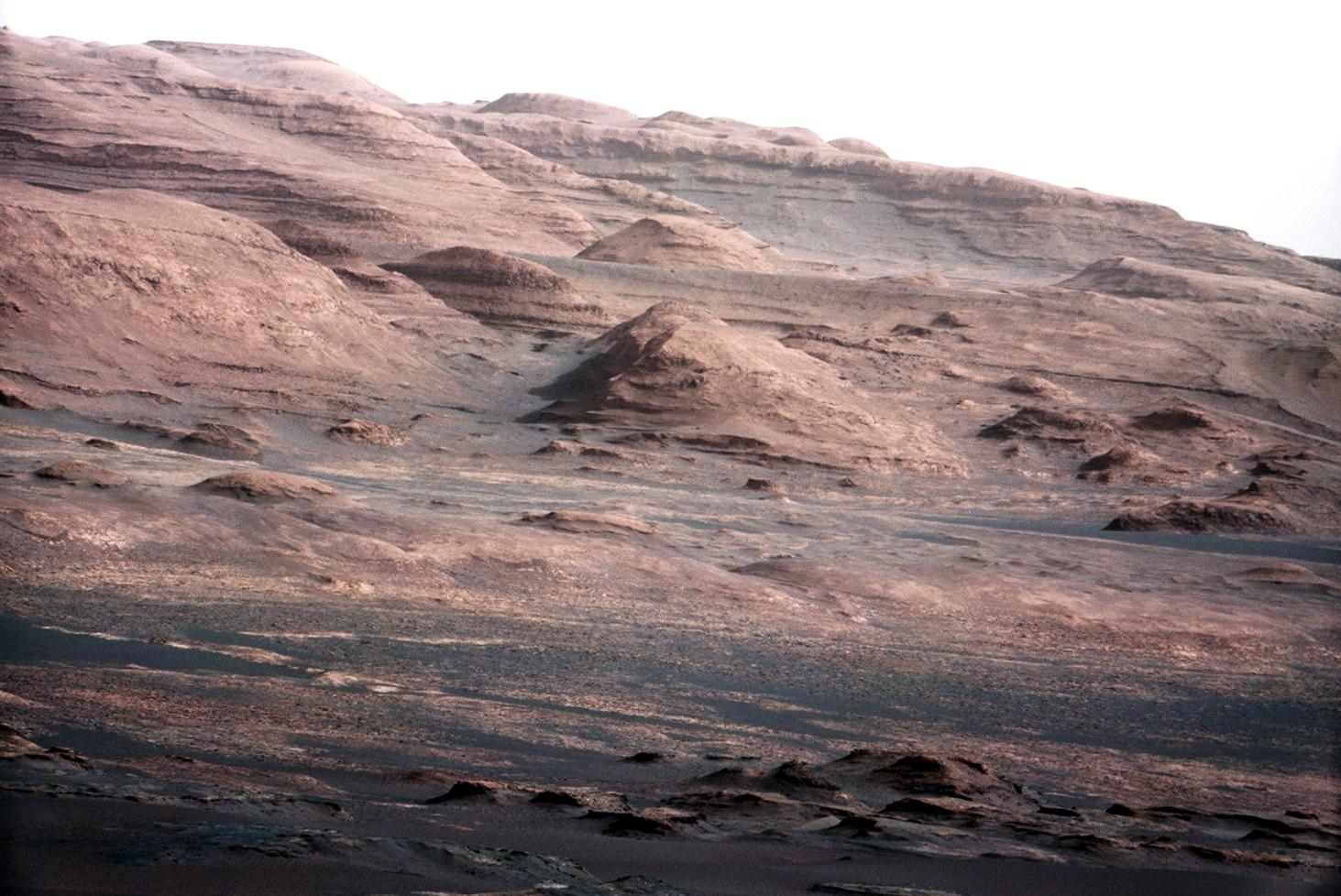
Suprafața planetei Marte fotografiată de roverul Curiosity (2012)

Explorarea planetei Marte a fost o parte importantă a programelor de explorare spațială a Uniunii Sovietice (ulterior Rusia), Statele Unite, Europa, Japonia și India. Zeci de nave spațiale robotizate, inclusiv orbitatori, landeri și roveri, au fost lansați către Marte încă din anii '60. Aceste misiuni au avut ca scop colectarea datelor despre condițiile actuale și răspunsul la întrebări despre istoria planetei Marte. Se așteaptă ca întrebările ridicate de comunitatea științifică nu numai că vor oferi o mai bună apreciere a planetei roșii, dar vor oferi o perspectivă suplimentară asupra trecutului și posibilului viitor al Pământului.
Explorarea planetei Marte a dus la un cost financiar considerabil; aproximativ două treimi din toate navele spațiale destinate explorării lui Marte au eșuat înainte de a-și finaliza misiunile, iar unele au eșuat chiar înainte de a începe. O rată atât de mare de eșec poate fi atribuită complexității și numărului mare de variabile implicate într-o călătorie interplanetară și i-a determinat pe cercetători să vorbească în glumă despre The Great Galactic Ghoul care se hrănește cu sondele Marte. Acest fenomen este de asemenea cunoscut sub denumirea de „Blestemul lui Marte”.
Spre deosebire de rata globală de eșec ridicată în explorarea planetei roșii, India a devenit prima țară care a reușit în încercarea sa. „Mars Orbiter Mission” (MOM) a Indiei este una dintre cele mai ieftine misiuni interplanetare întreprinse vreodată, cu un cost total de aproximativ 73 de milioane de dolari. Prima misiune pe Marte a unei țări arabe a fost preluată de Emiratele Arabe Unite. Numită Mission Emirates Mars, este programată pentru lansare în 2020 și va fi trimisă pe Marte pentru a-i studia în detaliu atmosfera.

### Jupiter

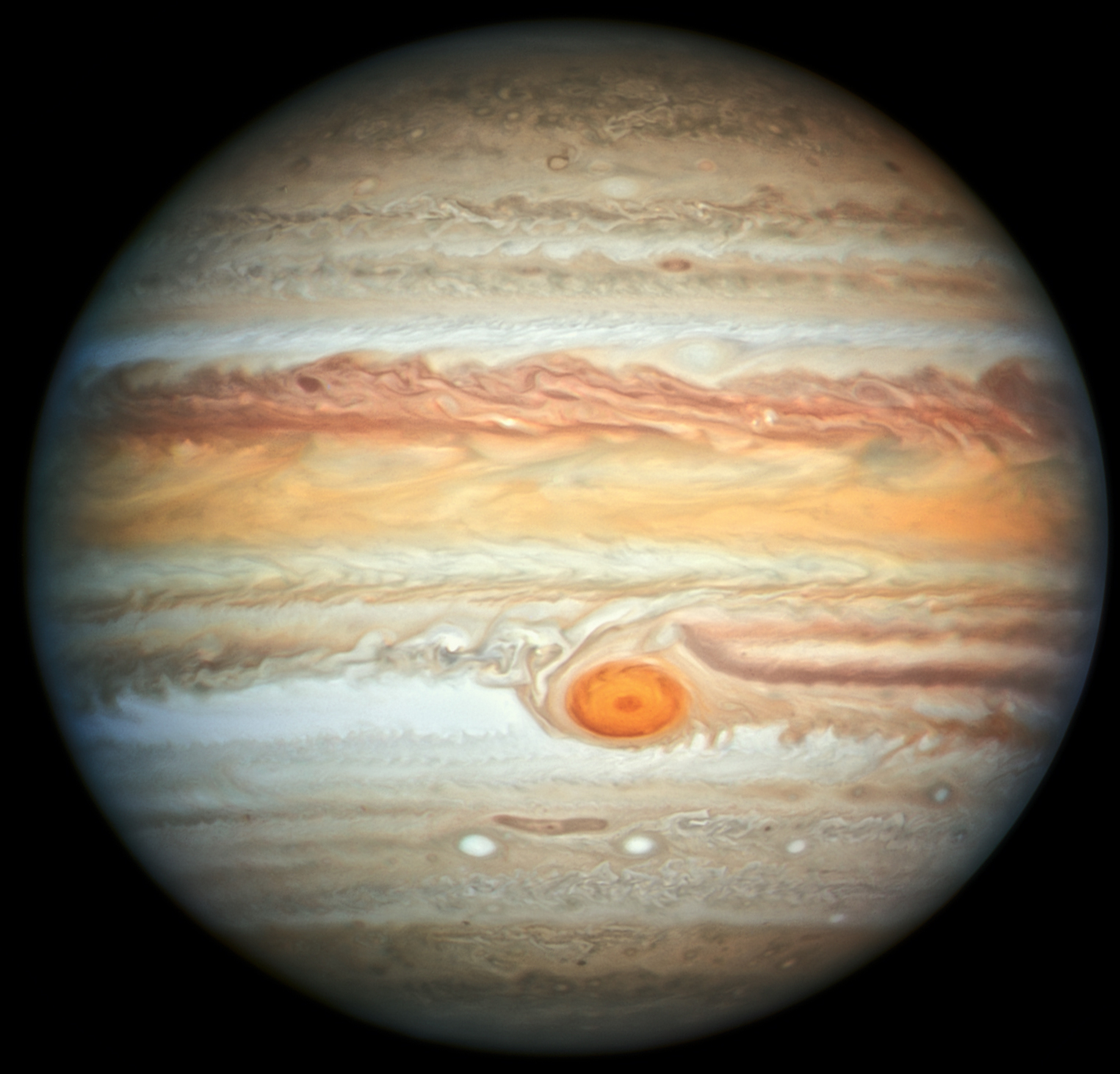
Jupiter, văzut de Hubble Space Telescope (2019).

Explorarea lui Jupiter a constat doar dintr-o serie de nave spațiale automatizate NASA care vizitează planeta din 1973. O mare parte a misiunilor au fost „survoluri”, în care observațiile detaliate sunt luate fără aterizarea sondei sau intrarea pe orbită; cum ar fi în programele Pioneer și Voyager. Navele spațiale Galileo și Juno sunt singurele nave spatiale care au intrat pe orbita planetei. Deoarece se consideră că Jupiter are doar un miez stâncos relativ mic și nu are o suprafață solidă reală, o misiune de aterizare este exclusă.
Ajungerea la Jupiter de pe Pământ necesită o delta-v de 9,2 km/s, care este comparabilă cu 9,7 km/s delta-v necesară pentru a ajunge pe orbita joasă a Pământului. Din fericire, survolurile planetare sunt ajutate de asistența gravitațională care poate fi utilizată pentru a reduce energia necesară la lansare, deși cu costul unei durate de zbor semnificativ mai mari.
Jupiter are 80 de sateliți cunoscuți, dintre care, pentru mulți dintre ei avem relativ puține informații.

### Saturn

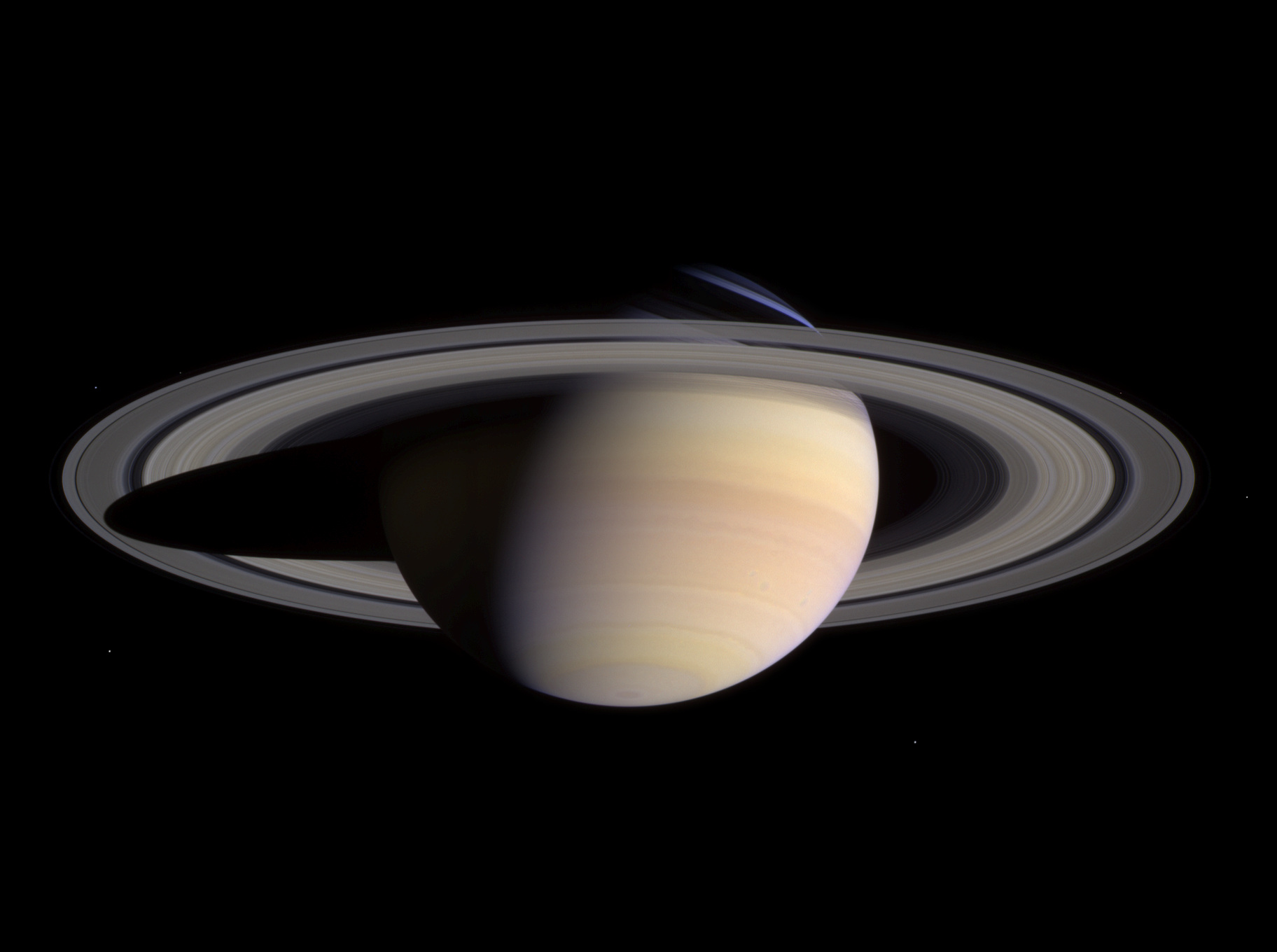
Fotografie a planetei Saturn făcută de Cassini (2004)

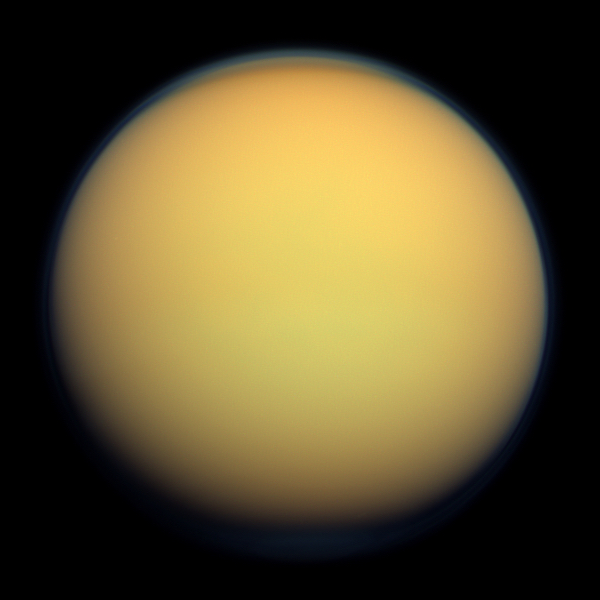
Satelitul Titan în culori naturale (2012).

Saturn a fost explorat doar prin nave spațiale fără echipaj lansate de NASA, inclusiv o misiune (Cassini–Huygens) planificată și executată în cooperare cu alte agenții spațiale. Aceste misiuni au constat în survoluri în 1979 de către Pioneer 11, în 1980 de Voyager 1, în 1982 de Voyager 2 și o misiune orbitală a navei spațiale Cassini, care a durat din 2004 până în 2017.
Saturn are cel puțin 62 de sateliți cunoscuți, deși numărul exact este discutabil, deoarece inelele lui Saturn sunt alcătuite dintr-un număr mare de obiecte, de diferite dimensiuni, care orbitează independent. Cel mai mare satelit este Titan, care deține proprietatea de a fi singura lună din Sistemul Solar, cu o atmosferă mai densă și mai groasă decât cea a Pământului. Titan este singurul obiect din Sistemul Solar exterior care a fost explorat cu un lander, sonda Huygens desfășurată de nava spațială Cassini.

### Uranus

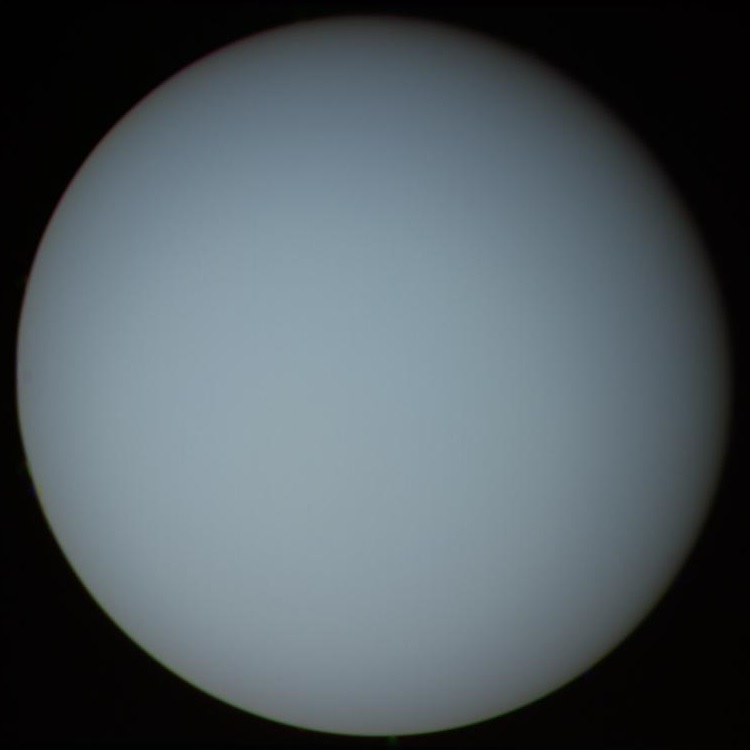
Uranus văzut de Voyager 2 (1986)

Explorarea lui Uranus a fost realizată în totalitate prin nava spațială Voyager 2, nefiind planificate în prezent alte vizite. Având în vedere înclinarea axială de 97,77°, cu regiunile polare expuse la soare sau întuneric pentru perioade îndelungate, oamenii de știință nu au fost siguri la ce să se aștepte de la Uranus. Cea mai mare apropiere de Uranus a avut loc la 24 ianuarie 1986. Voyager 2 a studiat atmosfera și magnetosfera unică a planetei. Voyager 2 a examinat, de asemenea, sistemul său de inele și lunile lui Uranus, inclusiv toate cele cinci luni cunoscute anterior, descoperind în același timp zece luni necunoscute până atunci.
Imaginile cu Uranus s-au dovedit a avea un aspect foarte uniform, fără a fi evidente furtunile dramatice care există pe Jupiter și Saturn. A fost nevoie de eforturi mari pentru a identifica câțiva nori în imaginile planetei. Magnetosfera planetei Uranus s-a dovedit însă unică, fiind profund afectată de înclinarea axială neobișnuită. Spre deosebire de aspectul blând al lui Uranus, s-au obținut imagini izbitoare ale lunilor lui Uranus, inclusiv dovezi că Miranda a fost neobișnuit de activă geologic.

### Neptun

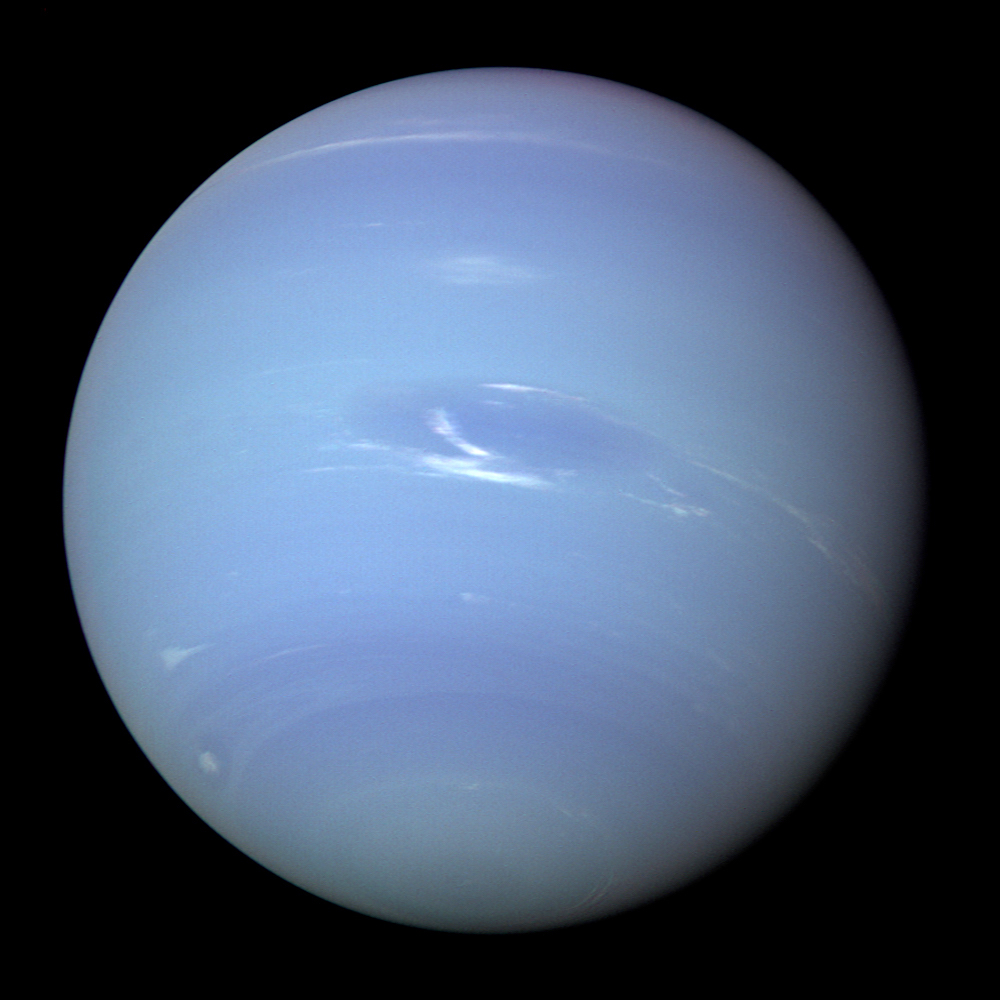
Neptun făcută de Voyager 2 (1989)

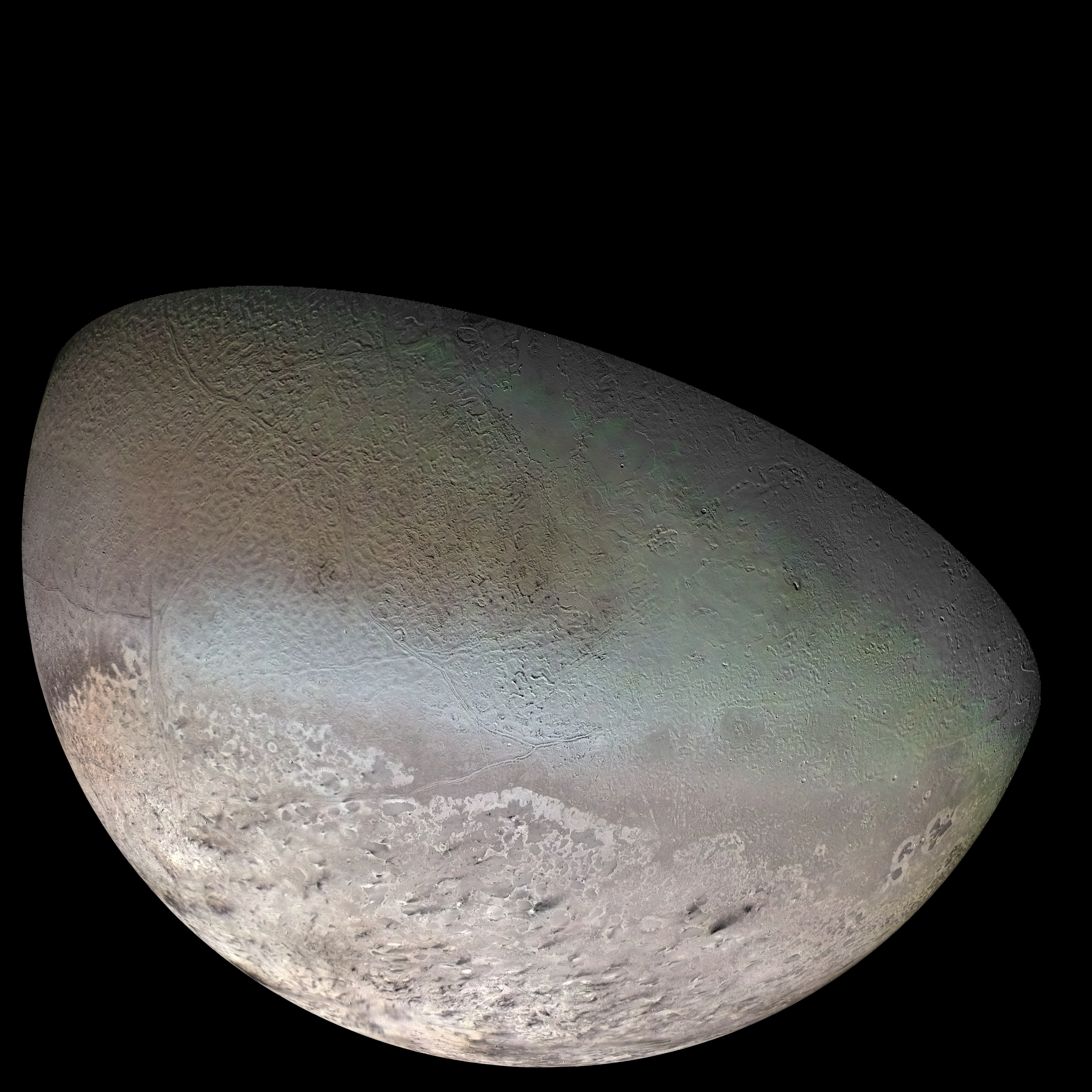
Triton fotografiat de Voyager 2 (1989)

Explorarea planetei Neptun a început cu la 25 august 1989 cu survolul Voyager 2, singura vizită a sistemului până în prezent (2020). Deși aspectul extrem de uniform a lui Uranus în timpul vizitei din 1989 a lui Voyager 2 a condus la așteptări că Neptun ar avea câteva fenomene atmosferice vizibile, nava spațială a constatat că Neptun avea nori vizibili, aurorele și chiar un sistem de furtuni anticiclonice rivalizat ca mărime doar de mica pată a lui Jupiter. S-a dovedit că Neptun are cele mai rapide vânturi ale oricărei planete din Sistemul Solar, măsurate până la 2.100 km/h. Voyager 2 a examinat și sistemul de inele și sateliți ai lui Neptun. Acesta a descoperit 900 de inele complete și "arcuri" inelare parțiale suplimentare în jurul Neptunului. Pe lângă examinarea celor trei sateliți cunoscuți anterior ai lui Neptun, Voyager 2 a descoperit cinci sateliți noi. Datele de la Voyager 2 au susținut ideea că cea mai mare lună a lui Neptun, Triton,  este un obiect al centurii Kuiper care a fost capturat.

### Alte obiecte ale Sistemului Solar

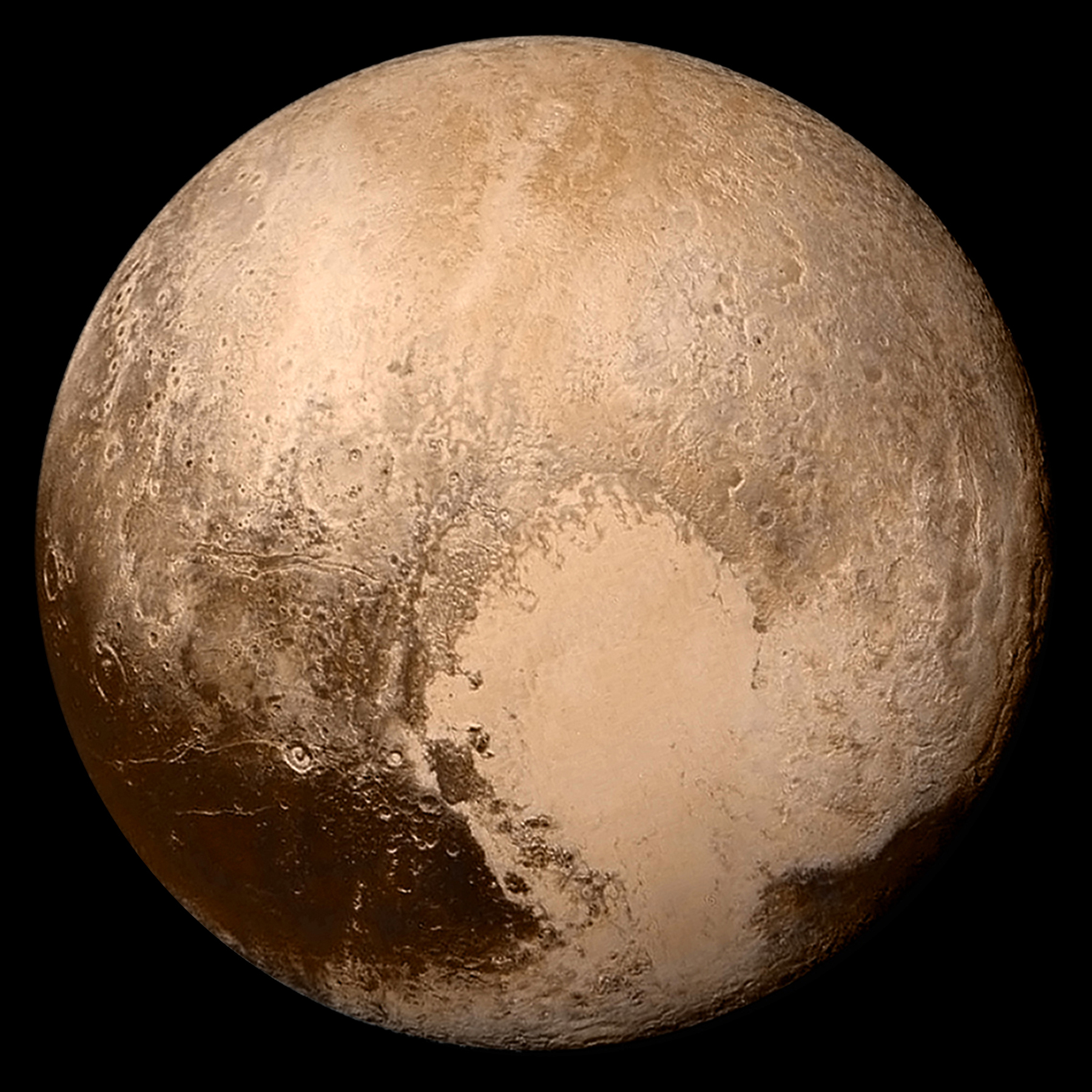
Pluto fotografiată de New Horizons (2015)

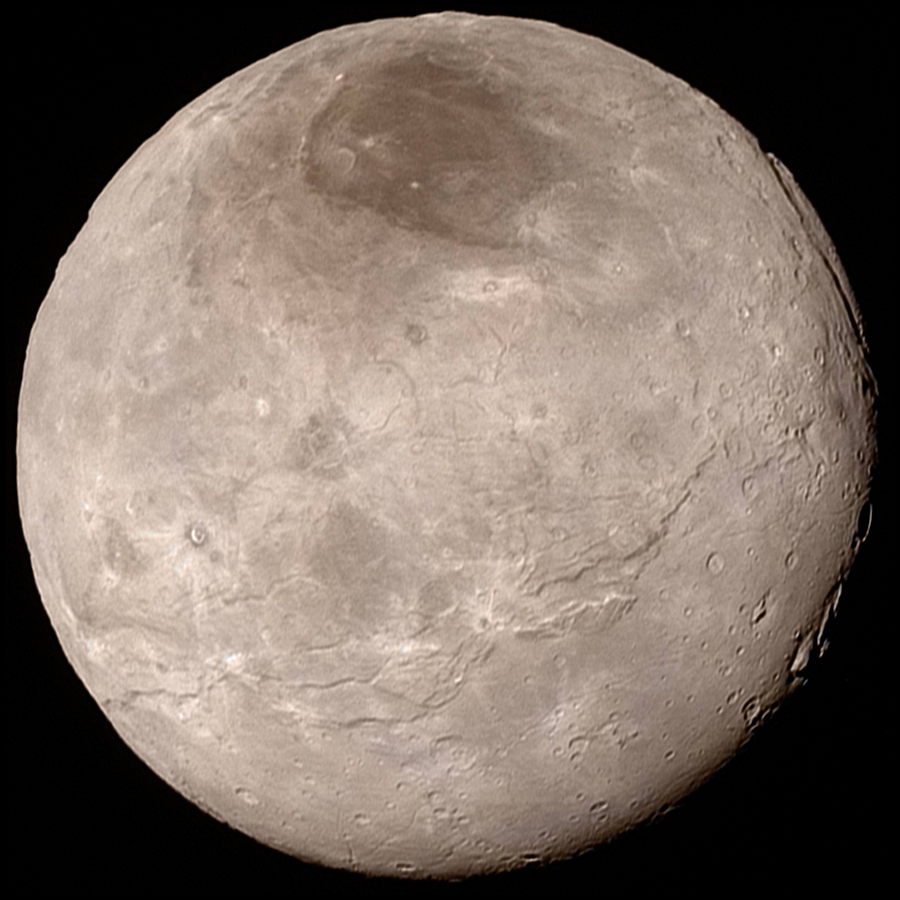
Charon fotografiat de New Horizons (2015)

Planeta pitică Pluto prezintă provocări semnificative pentru nave spațiale din cauza distanței mari față de Pământ și a masei sale mici. Voyager 1 ar fi putut vizita Pluto, dar în schimb s-a optat pentru un survol apropiat al satelitului lui Saturn, Titan, rezultând o traiectorie incompatibilă cu un survol al lui Pluto. Voyager 2 nu a avut niciodată o traiectorie plauzibilă pentru a ajunge la Pluto.
Pluto continuă să fie de mare interes, în ciuda reclasificării sale. După o luptă politică intensă, o misiune spre Pluton, numită New Horizons a primit finanțare de la guvernul Statelor Unite în 2003. New Horizons a fost lansată cu succes la 19 ianuarie 2006. La începutul anului 2007, nava a folosit asistență gravitațională de la Jupiter. Cea mai mare apropiere de Pluto a avut loc la 14 iulie 2015; observațiile științifice ale lui Pluto au început cu cinci luni înainte de această apropiere și au continuat timp de 16 zile după întâlnire.

### Asteroizi și comete

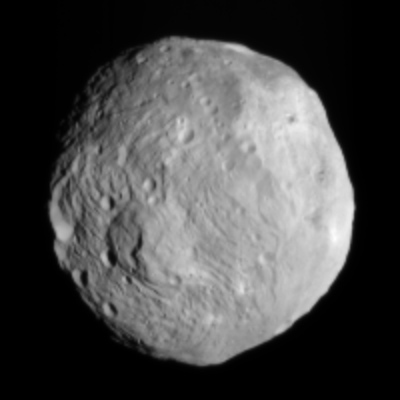
Asteroidul 4 Vesta, fotografie făcută de sonda spațială Dawn (2011)

Până la apariția călătoriilor în spațiu, obiectele din centura de asteroizi au fost doar niște vârfuri de lumină chiar și pentru cele mai mari telescoape, formele și structura lor rămânând un mister. Câțiva asteroizi au fost acum vizitați de sonde, primul dintre ei fiind Galileo, care a zburat pe lângă două: 951 Gaspra în 1991 și 243 Ida în 1993. Ambele au ajuns destul de aproape de traiectoria planificată pentru Galileo către Jupiter, încât acestea au putut fi vizitat la costuri acceptabile. Prima aterizare pe un asteroid a fost efectuată de sonda NEAR Shoemaker în anul 2000. Planeta pitică Ceres și asteroidul 4 Vesta, două dintre cei mai mari asteroizi, au fost vizitate de sonda spațială NASA Dawn, lansată în 2007.

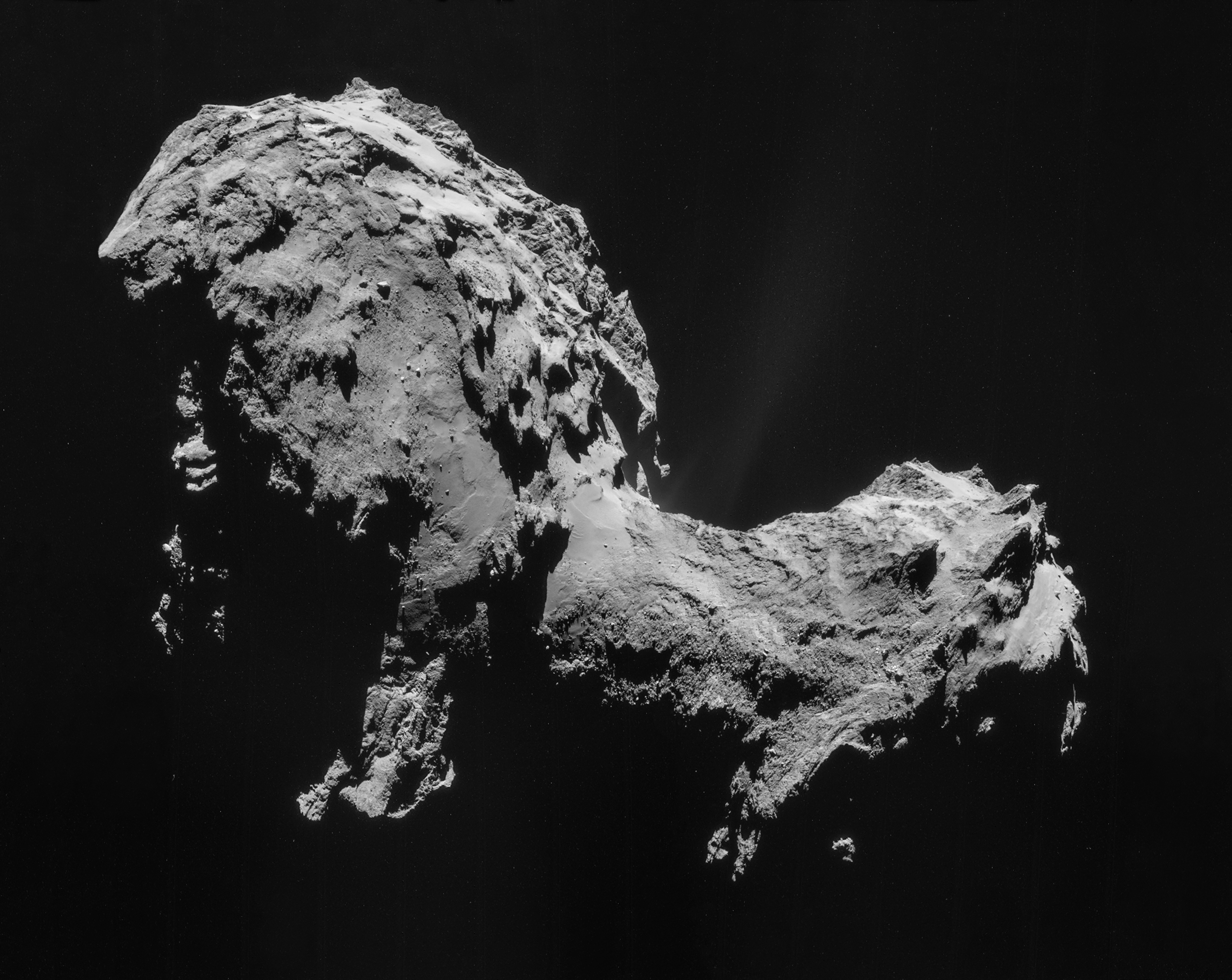
Cometa Churyumov–Gerasimenko

Deși multe comete au fost studiate de pe Pământ uneori cu observații de valoare de secole, doar câteva comete au fost vizitate îndeaproape. În 1985, International Cometary Explorer a condus primul survol al unei comete (21P/ Giacobini-Zinner) înainte de a se alătura sonda spațială Halley Armada care a studiat celebra cometă. Sonda spațială Deep Impact s-a sfărâmat de cometa 9P/Tempel pentru a afla mai multe despre structura și compoziția sa iar misiunea Stardust a adus probe din coada altei comete. Landerul Philae a aterizat cu succes pe cometa Churyumov-Gerasimenko în 2014, ca parte a misiunii Rosetta.
Hayabusa a fost o navă spațială robotizată dezvoltată de JAXA pentru a returna un eșantion de material din micul asteroid apropiat de Pământ 25143 Itokawa pentru analize suplimentare. Hayabusa a fost lansată la 9 mai 2003 și întâlnirea cu Itokawa a avut loc la mijlocul lunii septembrie 2005. După ce a ajuns la Itokawa, Hayabusa a studiat forma, rotirea, topografia, culoarea, compoziția, densitatea și istoria asteroidului. În noiembrie 2005, a aterizat pe asteroid de două ori pentru a colecta probe. Nava spațială a revenit pe Pământ la 13 iunie 2010.

### Explorarea spațiului profund

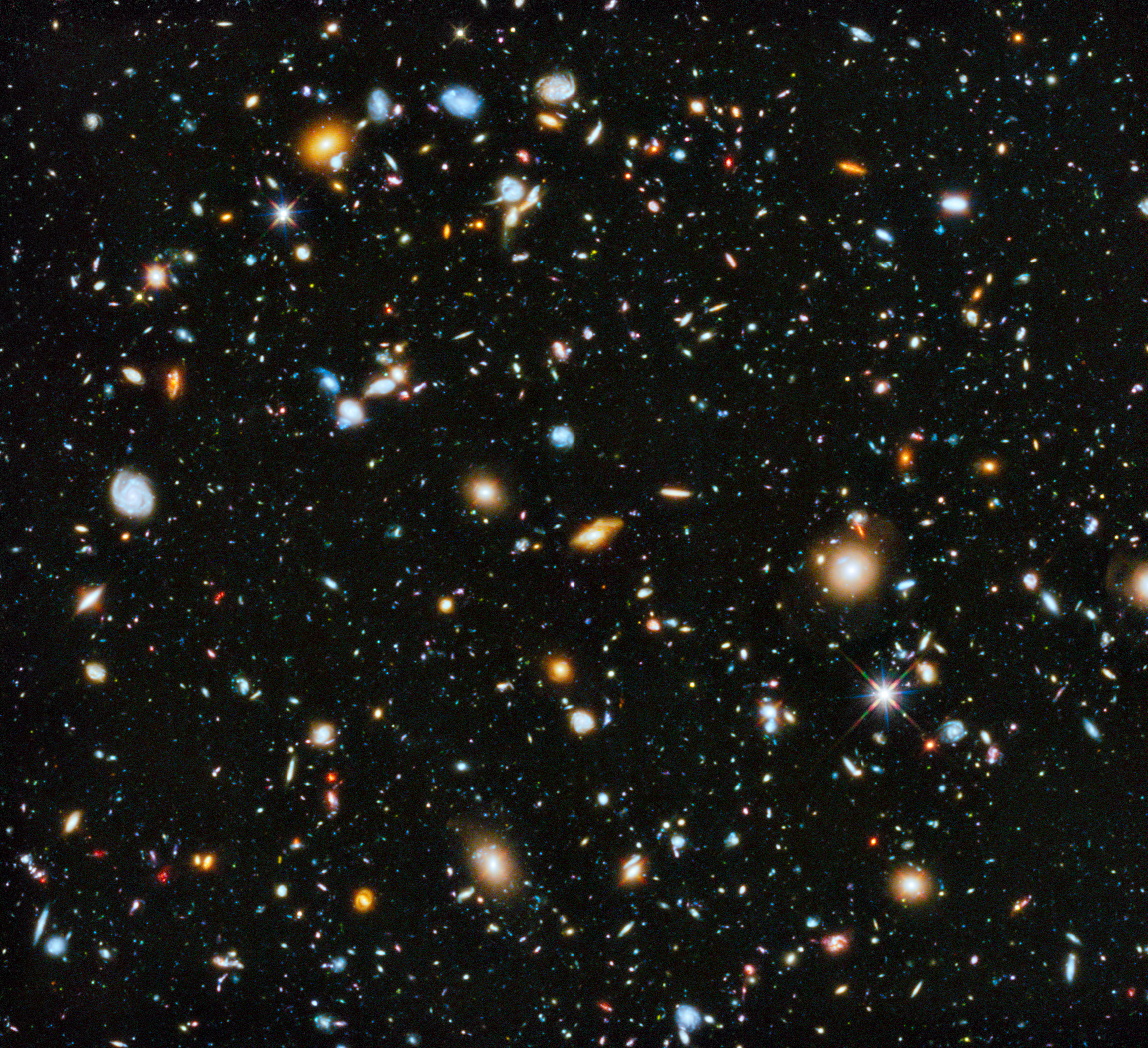
Hubble Ultra Deep Field finalizat în septembrie 2012 prezintă cele mai îndepărtate galaxii fotografiate vreodată.

Explorarea spațială profundă este ramura astronomiei, astronauticii și tehnologiei spațiale și implică explorarea regiunilor îndepărtate ale spațiului exterior. Explorarea fizică a spațiului este realizată atât de zborurile spațiale umane (astronautica în spațiu profund), cât și de nave spațiale robotizate.
Unele dintre cele mai bune candidate pentru viitoarele tehnologii cu motor pentru spațiul profund sunt: anti-materia, energia nucleară și propulsia cu fascicul. Acesta din urmă, propulsie cu fascicul, pare a fi cel mai bun candidat pentru explorarea spațială profundă disponibilă în prezent, deoarece folosește fizica cunoscută și tehnologia cunoscută care este dezvoltată în alte scopuri.

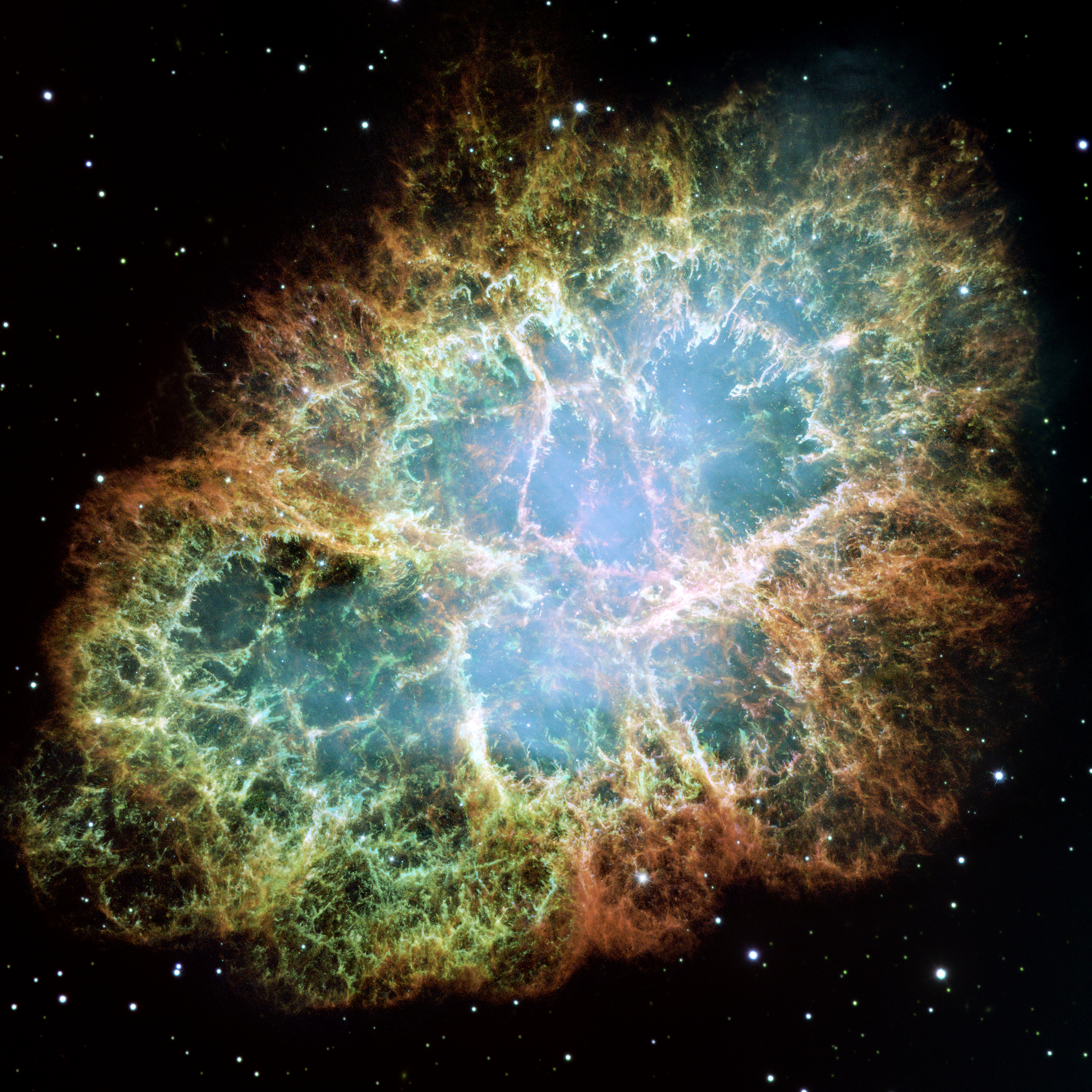
Nebuloasa Crabului
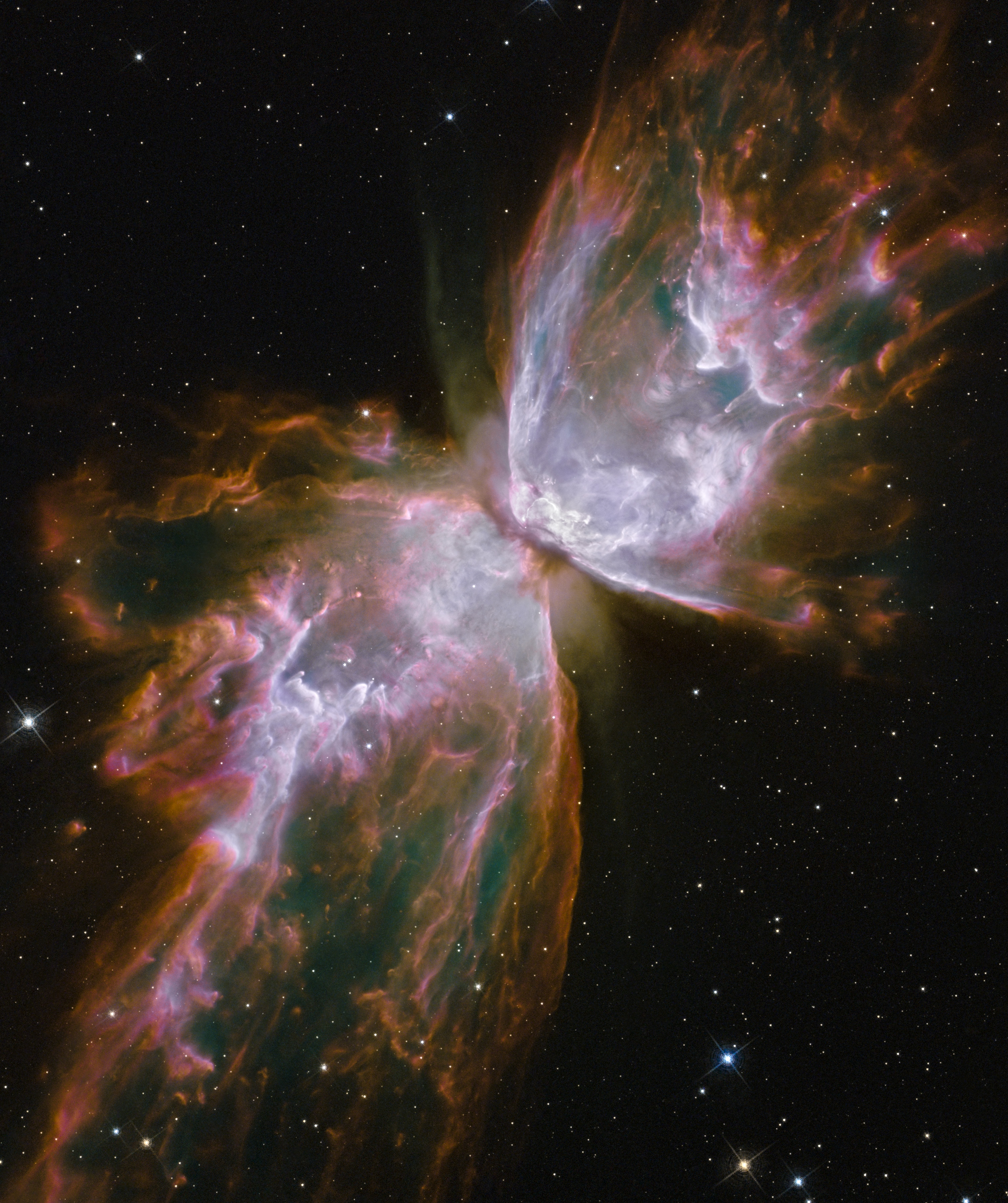
Nebuloasa Fluturele
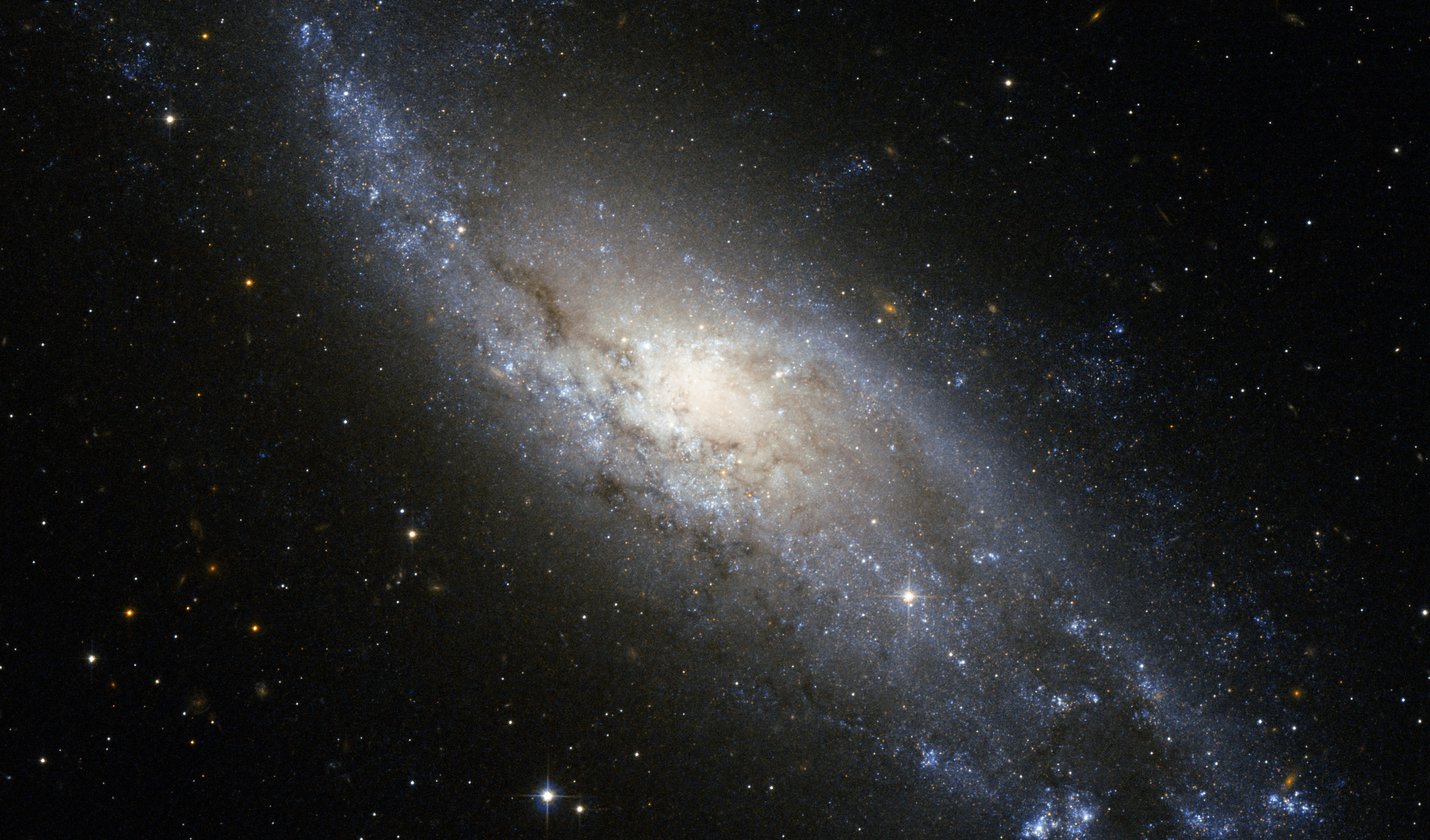
Galaxia NGC 406 situată la 65 de milioane de ani-lumină de Terra

## Viitorul explorării spațiale

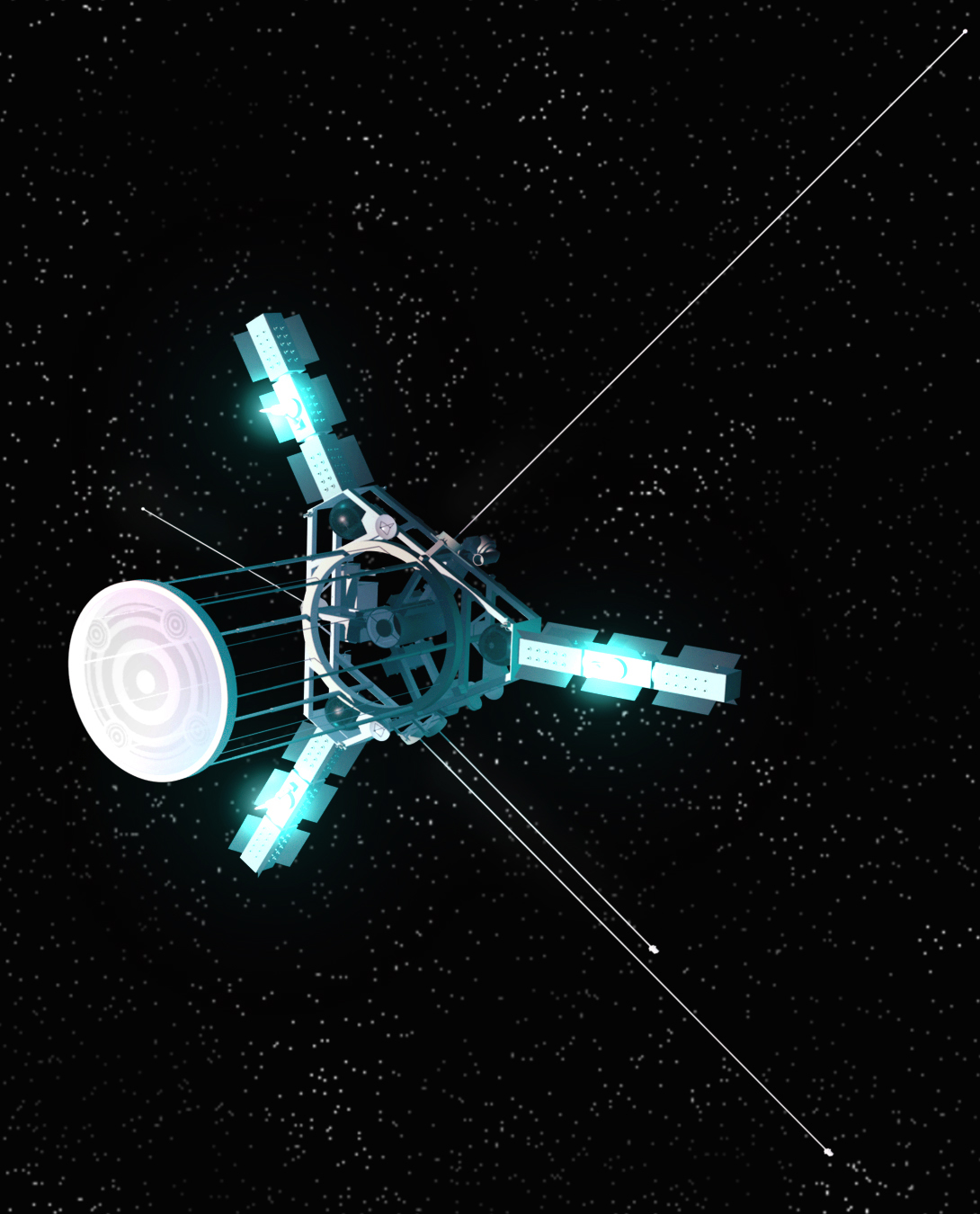
Concept art pentru o misiune NASA Vision

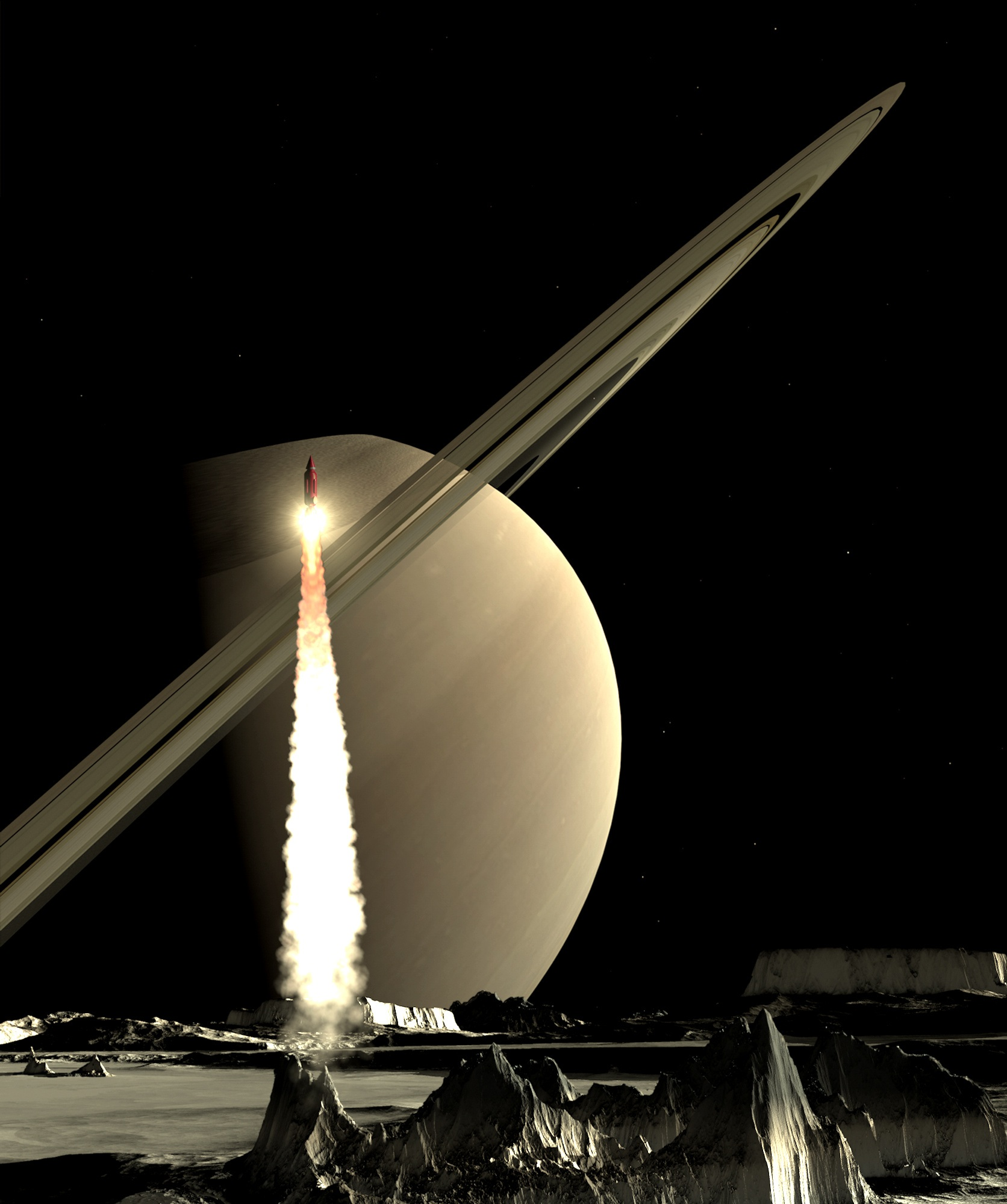
Rachete care se ridică de pe un satelit al lui Saturn (concept artistic)

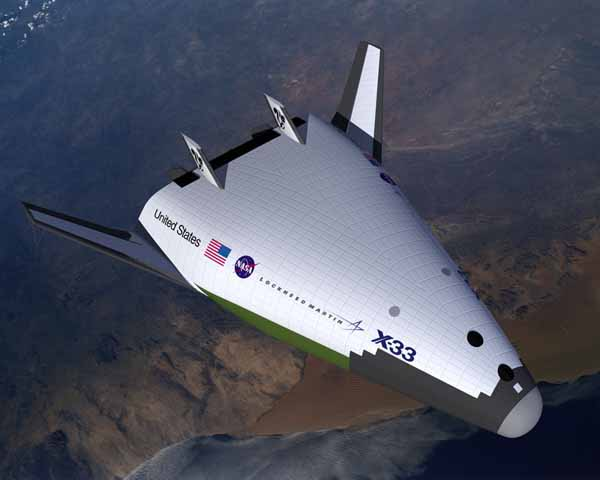
Concepția artistică a VentureStar (sau X-33), un proiect de vehicul cu adevărat reutilizabil.

### Breakthrough Starshot
Breakthrough Starshot este un proiect de cercetare și inginerie realizat de Breakthrough Initiatives pentru a dezvolta nanonave spațiale care ar urma să fie atașate unor vele solare, plasate pe orbita terestră și apoi accelerată până la aproximativ 20% din viteza luminii cu ajutorul unor lasere puternice amplasate pe Pământ. Nanonavele spațiale ar urma să călătorească către Alpha Centauri, cel mai apropiat sistem stelar, situat la 4,7 ani lumină distanță. Proiectul a fost fondat în 2016 de Yuri Milner, Stephen Hawking și Mark Zuckerberg.

### Asteroizi
Un articol din revista de științe Nature a sugerat utilizarea asteroizilor ca poartă de explorare spațială, destinația finală fiind Marte. 
Pentru a face o astfel de abordare viabilă, trebuie îndeplinite trei cerințe: în primul rând, „o cercetare minuțioasă a asteroizilor pentru a găsi mii de corpuri din apropiere adecvate pentru ca astronauții să le viziteze”; în al doilea rând, „extinderea duratei zborului și a capacității distanței la intervale în continuă creștere până la Marte”; și în cele din urmă, „dezvoltarea de vehicule și instrumente robotizate mai bune care să le permită astronauților să exploreze un asteroid indiferent de dimensiunea, forma sau rotirea acestuia”. Mai mult, utilizarea asteroizilor ar oferi astronauților protecția împotriva razelor cosmice galactice, echipajele misiunii putând ateriza pe ele fără riscuri mari de expunere la radiații.

### Telescopul spațial James Webb
Telescopul spațial James Webb (JWST sau „Webb”) este un telescop spațial planificat să fie succesorul Telescopului spațial Hubble. Telescopul va oferi o rezoluție și o sensibilitate mult îmbunătățite și va permite o gamă largă de investigații în domeniile astronomiei și cosmologiei, inclusiv observarea unora dintre cele mai îndepărtate evenimente și obiecte din Univers, cum ar fi formarea primelor galaxii. Alte obiective includ înțelegerea formării de noi stele și planete și imagistica directă a exoplanetelor și novelor.
Oglinda principală a telescopului este alcătuit din 18 segmente de oglindă hexagonale realizate din beriliu placat cu aur, care se combină pentru a crea o oglindă de 6,5 metri diametru. Aceasta este mult mai mare decât cea de pe Hubble de 2,4 metri în diametru. Spre deosebire de Hubble, care observă în spectrele: aproape ultraviolet, vizibil și aproape infraroșu, JWST va observa într-un interval de frecvență mai scăzută, de la lumina vizibilă de lungime de undă lungă până la infraroșu mediu, care îi va permite să observe obiecte deplasate spre roșu care sunt prea vechi și prea îndepărtate pentru ca Hubble să le observe. Telescopul trebuie să fie păstrat foarte rece, în scopul de a observa în infraroșu fără interferențe, astfel încât acesta va fi desfășurat în spațiu în apropierea Punctului Lagrange Pământ- Soare L2, și un mare parasolar din siliciu si aluminiu acoperit cu un strat Kapton va păstra oglinda și instrumente sub 50 K (−220 °C; −370 °F).

### Programul Artemis
Programul Artemis este un program de zbor spațial cu echipaj uman în curs de desfășurare realizat de NASA, companii comerciale americane de zboruri spațiale și parteneri internaționali precum ESA, cu scopul de a ateriza „prima femeie și următorul bărbat” pe Lună, în special în regiunea Polul Sud al Lunii până în 2024. Artemis va fi următorul pas către obiectivul pe termen lung de a stabili o prezență durabilă pe Lună, punând bazele companiilor private să construiască o economie lunară și, în cele din urmă, să trimită oameni pe Marte.
Autorizată în 2017 prin „Directiva privind politica spațială 1”, a fost creată campania lunară care va utiliza diverse programe de nave spațiale în desfășurare, precum Orion, Lunar Gateway și Commercial Lunar Payload Services. Sistemul de lansare spațială va servi drept vehicul principal de lansare pentru Orion, în timp ce rachetele comerciale vor lansa diverse elemente ale proiectului. NASA a solicitat 1,6 miliarde USD finanțare suplimentară pentru Artemis pentru anul fiscal 2020, însă finanțarea trebuie să fie aprobată de Congres.

## Vezi și
- Descoperirea și explorarea sistemului solar
- Cronologia explorării sistemului solar
- Navă spațială robotizată
- Programul Pioneer
- Programul Mercury
- Programul Gemini
- Programul Apollo
- Programul Voyager
- Programul Space Shuttle
- Programul Discovery
- Programul Artemis
- Lista zborurilor spațiale cu echipaj uman
- Stația Spațială Mir
- Stația Spațială Internațională
- Explorarea planetei Marte
- Călătorie interstelară
- Alimentația în cosmos